# Batalla de Verdún
La batalla de Verdún (en francés: Bataille de Verdun, en alemán: Schlacht um Verdun), librada del 21 de febrero al 18 de diciembre de 1916, fue la mayor y más larga batalla de la Primera Guerra Mundial en el frente occidental. La batalla tuvo lugar en las colinas al norte de Verdun-sur-Meuse, en el noreste de Francia. El 5.º Ejército alemán atacó las defensas de la Región Fortificada de Verdún (RFV, Région Fortifiée de Verdun) y las del Segundo Ejército francés en el margen derecho del río Mosa. Inspirados por la experiencia de la Segunda Batalla de Champagne en 1915, los alemanes planearon capturar las Alturas del Mosa, una excelente posición defensiva con una buena observación del fuego de artillería sobre Verdún. Los alemanes esperaban que los franceses comprometieran su reserva estratégica para recuperar la posición y sufrir grandes pérdidas en una batalla de aniquilación, a un costo mínimo para los alemanes en posiciones tácticamente ventajosas en las alturas.
El mal tiempo retrasó el inicio del ataque alemán hasta el 21 de febrero, pero los alemanes capturaron Fort Douaumont en los primeros tres días de la ofensiva. El avance alemán se desaceleró en los siguientes días, a pesar de las muchas bajas francesas. Para el 6 de marzo, 20 1⁄2 divisiones francesas estaban en la RFV y se había construido una defensa más extensa en profundidad. Philippe Pétain ordenó que no se realizaran retiradas y que se efectuaran contraataques, a pesar de exponer a la infantería francesa al fuego de la artillería alemana. Para el 29 de marzo, la artillería francesa en la orilla oeste había comenzado un constante bombardeo de las posiciones alemanas en la orilla este, lo que causó muchas bajas de infantería alemana.
En marzo, la ofensiva alemana se extendió a la orilla izquierda (oeste) del Mosa, para ocupar el terreno desde el que la artillería francesa había estado disparando sobre el río a las colinas del Mosa. Los alemanes pudieron avanzar al principio, pero los refuerzos franceses contenían los ataques lejos de sus objetivos. A principios de mayo, los alemanes cambiaron de táctica nuevamente e hicieron ataques locales y contraataques, lo que dio a los franceses la oportunidad de comenzar un ataque contra Fort Douaumont. Parte del fuerte fue ocupado hasta que un contraataque alemán recapturó el fuerte y tomó muchos prisioneros. Los alemanes alternaron sus ataques en ambas orillas del Mosa y en junio capturaron Fort Vaux. Los alemanes continuaron la ofensiva hacia los últimos objetivos geográficos del plan original, en Fleury-devant-Douaumont y Fort Souville. Los alemanes condujeron un saliente hacia las defensas francesas, capturaron a Fleury y llegaron a 4 km de la ciudadela de Verdún.
En julio de 1916, la ofensiva alemana se redujo para reforzar el frente de Somme y del 23 de junio al 17 de agosto, Fleury cambió de manos dieciséis veces. A principios de julio, un ataque alemán en Fort Souville falló. La ofensiva alemana se redujo aún más y se intentaron los engaños para mantener a los refuerzos franceses lejos del Somme. En agosto y diciembre, las contraofensivas francesas recobraron gran parte del terreno perdido en la orilla este y recuperaron Fort Douaumont y Fort Vaux. La batalla duró 303 días, la más larga y una de las más costosas de la historia humana. En 2000, Hannes Heer y K. Naumann calcularon 377 231 bajas francesas y 337 000 alemanas, un total de 714 231, un promedio de 70 000 al mes. En 2014, William Philpott apuntó la cifra de 976 000 bajas en 1916 y 1,25 millones que sufrieron en la ciudad durante la guerra.

## Contexto histórico

### Desarrollos estratégicos
Después de que la invasión alemana de Francia se detuviera en la Primera batalla del Marne en septiembre de 1914, la guerra del movimiento terminó en la Batalla del Yser y la Primera batalla de Ypres. Los alemanes construyeron fortificaciones de campo para mantener el terreno capturado en 1914 y los franceses comenzaron a asaltar la guerra para romper las defensas alemanas y recuperar el territorio perdido. A fines de 1914 y en 1915, las ofensivas en el Frente Occidental no habían ganado mucho terreno y habían sido extremadamente costosas en bajas. De acuerdo con sus memorias escritas después de la guerra, el jefe del Estado Mayor alemán, Erich von Falkenhayn, creía que, aunque la victoria no podría lograrse mediante una batalla decisiva, el ejército francés todavía podría ser derrotado si sufría un número suficiente de bajas. Falkenhayn ofreció cinco cuerpos de la reserva estratégica para una ofensiva en Verdún a principios de febrero de 1916, pero solo para un ataque en la orilla este del Mosa. Falkenhayn consideraba improbable que los franceses fueran complacientes con Verdún; pensó que podrían enviar todas sus reservas allí y comenzar una contraofensiva en otra parte o luchar para mantener a Verdún mientras los británicos lanzaban una ofensiva de alivio. Después de la guerra, el Kaiser y el Coronel Tappen, el Oficial de Operaciones de Oberste Heeresleitung (OHL, sede general), escribieron que Falkenhayn creía que la última posibilidad era la más probable.
Al apoderarse o amenazar con capturar Verdún, los alemanes anticiparon que los franceses enviarían todas sus reservas, que luego tendrían que atacar posiciones defensivas alemanas seguras apoyadas por una reserva de artillería poderosa. En la ofensiva de Gorlice-Tarnów (1 de mayo - 19 de septiembre de 1915), los ejércitos alemán y austrohúngaro atacaron las defensas rusas frontalmente, después de pulverizarlas con grandes cantidades de artillería pesada. Durante la Segunda Batalla de Champagne (batalla de otoño de Herbstschlacht) del 25 de septiembre al 6 de noviembre de 1915, los franceses sufrieron "bajas extraordinarias" de la artillería pesada alemana, que Falkenhayn ofreció para salir del dilema de la inferioridad material y la fuerza creciente de los aliados. En el norte, una ofensiva británica de socorro desgastaría las reservas británicas, sin efecto decisivo, pero crearía las condiciones para una contraofensiva alemana cerca de Arras.
Las sugerencias sobre el pensamiento de Falkenhayn fueron recogidas por la inteligencia militar holandesa y pasadas a los británicos en diciembre. La estrategia alemana era crear una situación operativa favorable sin un ataque masivo, que había sido costoso e ineficaz cuando había sido juzgado por los franco-británicos, confiando en el poder de la artillería pesada para infligir pérdidas masivas. Una ofensiva limitada en Verdún llevaría a la destrucción de la reserva estratégica francesa en contraataques infructuosos y la derrota de las reservas británicas en una ofensiva de alivio inútil, lo que llevó a los franceses a aceptar una paz separada. Si los franceses se negaran a negociar, comenzaría la segunda fase de la estrategia en la que los ejércitos alemanes atacarían a los ejércitos franco-británicos debilitados terminalmente, limpiarían los restos de los ejércitos franceses y expulsarían a los británicos de Europa. Para cumplir con esta estrategia, Falkenhayn necesitaba retener la reserva estratégica suficiente para las ofensivas de socorro anglo-francesas y luego realizar una contraofensiva, que limitaba el número de divisiones que podrían enviarse al 5.º Ejército en Verdun, para Unternehmen Gericht («Operación Juicio»).
La región fortificada de Verdún (RFV) se encontraba en un saliente formado durante la invasión alemana de 1914. El comandante en jefe del ejército francés, el general Joseph Joffre, había concluido la rápida captura de las fortalezas belgas en la batalla de Lieja y en el sitio de Namur en 1914, las armas de asedio alemanas hicieron obsoletas las defensas fijas. En una directiva del Estado Mayor del 5 de agosto de 1915, la RFV debía ser despojada de 54 baterías de artillería y 128 000 cartuchos de municiones. Se hicieron planes para demoler los fuertes Douaumont y Vaux para negárselos a los alemanes y se habían colocado 5000 kilogramos de explosivos al momento de la ofensiva alemana el 21 de febrero. Las 18 fortalezas grandes y otras baterías alrededor de Verdún quedaron con menos de 300 cañones y una pequeña reserva de municiones, mientras que sus guarniciones se habían reducido a pequeños equipos de mantenimiento. La línea de ferrocarril desde el sur hacia Verdún había sido cortada durante la batalla de Flirey en 1914, con la pérdida de Saint-Mihiel; La línea al oeste de Verdún a París se cortó en Aubréville a mediados de julio de 1915 por el tercer Ejército alemán, que había atacado hacia el sur a través del bosque de Argonne durante la mayor parte del año.

### Région Fortifiée de Verdun
Durante siglos, Verdún, en el río Mosa, había desempeñado un papel importante en la defensa del interior francés. Atila el Huno no pudo apoderarse de la ciudad en el siglo V y cuando el imperio de Carlomagno se dividió bajo el Tratado de Verdún (843), la ciudad se convirtió en parte del Sacro Imperio Romano; la paz de Westfalia de 1648 otorgó Verdún a Francia. En el corazón de la ciudad había una ciudadela construida por Vauban en el siglo XVII. Un anillo doble de 28 fortalezas y obras más pequeñas (ouvrages) se había construido alrededor de Verdún en tierra firme, al menos 150 m sobre el valle del río, a 2,5–8 km de la ciudadela. Séré de Rivières había ideado un programa en la década de 1870 para construir dos líneas de fortalezas desde Belfort hasta Épinal y desde Verdún hasta Toul como pantallas defensivas y para encerrar ciudades destinadas a ser las bases para los contraataques. Muchas de las fortalezas de Verdún se modernizaron y se hicieron más resistentes a la artillería, con un programa de reconstrucción iniciado en Douaumont en la década de 1880. Se agregaron un cojín de arena y tapas de hormigón grueso reforzado con acero de hasta 2,5 m de espesor, enterrados bajo 1–4 m de tierra. Las fortalezas y ouvrages se situaron para pasar por alto mutuamente para el apoyo mutuo y el anillo exterior tenía una circunferencia de 45 km. Las fortalezas exteriores tenían 79 cañones en torretas a prueba de bombas y más de 200 cañones ligeros y ametralladoras para proteger las zanjas alrededor de los fuertes. Seis fuertes tenían cañones de 155 mm en torretas retráctiles y catorce tenían torretas dobles retráctiles de 75 mm.
En 1903, Douaumont estaba equipado con un nuevo búnker de hormigón (Casemate de Bourges), que contenía dos cañones de campaña de 75 mm para cubrir el enfoque sudoeste y las obras defensivas a lo largo de la cresta hasta Ouvrage de Froidterre. Se agregaron más cañones desde 1903–1913, en cuatro torretas de acero retráctiles. Los cañones podían rotar para una defensa completa y dos versiones más pequeñas, en las esquinas nororientales y noroccidentales del fuerte, donde se encontraban las ametralladoras Hotchkiss Benet-Mercie. En el lado este del fuerte, una torreta blindada con un cañón de 155 mm de caña corta estaba orientada hacia el norte y noreste, y otra albergaba dos cañones gemelos de 75 mm en el extremo norte, para cubrir los intervalos entre los fuertes. El fuerte en Douaumont formó parte de un complejo de la aldea, fuerte, seis gradas, cinco refugios, seis baterías de hormigón, un refugio subterráneo de infantería, dos depósitos de municiones y varias trincheras de hormigón. Los fuertes de Verdún tenían una red de refugios de infantería de hormigón, puestos de observación blindados, baterías, trincheras de hormigón, puestos de mando y refugios subterráneos entre los fuertes. La artillería comprendía mil cañones, con 250 en reserva y las fortalezas y desagües estaban conectados por teléfono y telégrafo, un sistema ferroviario de vía estrecha y una red de carreteras; en la movilización, la RFV tuvo una guarnición de 66 000 hombres y raciones durante seis meses.

## Preludio de la batalla

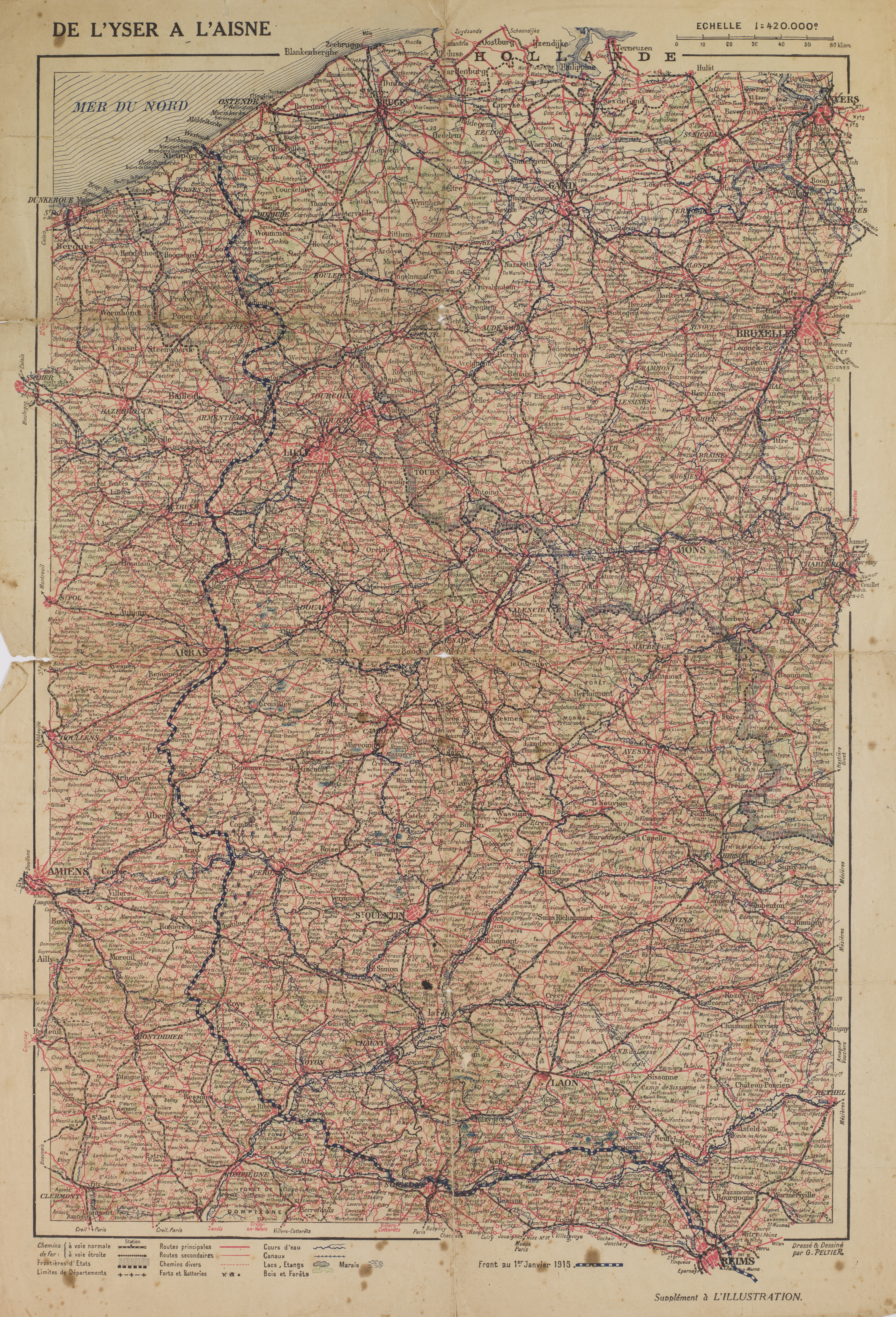
Línea de frente en 1 de enero de 1916.

### Preparativos de la ofensiva alemana
Verdún estaba aislado en tres lados y las comunicaciones ferroviarias a la retaguardia francesa habían sido cortadas a excepción de un tren ligero; los ferrocarriles controlados por alemanes se encontraban a solo 24 km al norte de la línea del frente. Se trasladó un cuerpo al 5.º Ejército para proporcionar mano de obra para la preparación de la ofensiva. Las áreas fueron vaciadas de civiles franceses y los edificios requisados. Se tendieron miles de kilómetros de cable telefónico, se almacenaron grandes cantidades de municiones y raciones a cubierto y se colocaron y camuflaron cientos de cañones. Se construyeron diez nuevas líneas ferroviarias con veinte estaciones y se excavaron vastos refugios subterráneos (Stollen) con una profundidad de 4,5 a 14 m, cada uno para alojar hasta 1200 hombres de infantería alemana. El III Cuerpo, el VII Cuerpo de Reserva y el XVIII Cuerpo fueron transferidos al 5.º Ejército, cada uno de los cuales fue reforzado por 2400 soldados experimentados y 2000 reclutas entrenados. El V Cuerpo se colocó detrás de la línea del frente, listo para avanzar si era necesario cuando las divisiones de asalto se estaban moviendo hacia arriba y el XV Cuerpo, con dos divisiones, estaba en la 5ta reserva del Ejército, listo para avanzar para barrerse tan pronto como la defensa francesa colapsara.
Se hicieron arreglos especiales para mantener un alto índice de disparos de artillería durante la ofensiva. 33 1⁄2 trenes de municiones por día debían entregar municiones suficientes para disparar dos millones de cartuchos en los primeros seis días y otros dos millones de proyectiles en los próximos doce. Se construyeron cinco talleres de reparación cerca del frente para reducir las demoras en el mantenimiento y se prepararon las fábricas en Alemania, para re rápidamente la artillería que necesita reparaciones más extensas. Se diseñó un plan de redespliegue para la artillería para que los cañones de campaña y la artillería pesada móvil se movieran hacia adelante bajo el fuego de cobertura de los morteros y la artillería superpesada. Un total de 1201 cañones se agruparon en el frente de Verdún, dos tercios de los cuales eran piezas de artillería pesada y superpesada, que se había obtenido retirando la artillería alemana moderna del resto del Frente Occidental y sustituyéndola por modelos más antiguos, así como cañones rusos y belgas capturados. La artillería alemana podría disparar al saliente de Verdún desde tres direcciones, pero permanecería dispersa alrededor de este.

### Plan de ataque alemán
El 5.º Ejército dividió el frente de ataque en áreas; «A» estaba ocupada por el VII Cuerpo de Reserva, «B» por el XVIII Cuerpo, «C» por el III Cuerpo y «D» en la llanura de Woëvre por el XV Cuerpo. El bombardeo preliminar de artillería comenzaría en la mañana del 12 de febrero. A las 5:00 p.m., la infantería en las áreas «A» a «C» avanzaría en orden abierto, apoyada por granadas y lanzallamas. Siempre que fue posible, las trincheras avanzadas francesas debían ser ocupadas y la segunda posición reconocida, para el fuego de artillería en el segundo día. Se hizo mucho hincapié en limitar las bajas de infantería alemana, enviándolas a seguir los bombardeos destructivos de la artillería, que debía llevar la carga de la ofensiva en una serie de grandes "ataques con objetivos limitados", para mantener una presión implacable en los franceses. Los objetivos iniciales fueron las colinas del Mosa, en una línea desde Froide Terre hasta Fort Souville y Fort Tavannes, que proporcionaría una posición defensiva segura desde la cual repeler los contraataques franceses. La presión implacable fue un término agregado por el personal del 5.º Ejército y creó ambigüedad sobre el propósito de la ofensiva. Falkenhayn quería que se capturara tierra, desde la cual la artillería podía dominar el campo de batalla y el 5.º Ejército quería una rápida captura de Verdún. La confusión causada por la ambigüedad se dejó a la sede del cuerpo para resolver.
El control de la artillería estaba centralizado por una Orden para las Actividades de Artillería y Morteros, que estipulaba que los generales de cuerpo de Artillería de pie eran responsables de la selección local del objetivo, mientras que la coordinación del fuego de flanqueo por el cuerpo vecino y el fuego de ciertas baterías fue determinado por el cuartel general del 5.º Ejército. Las fortificaciones francesas debían ser ocupadas por los obuses más pesados y el fuego en fila. La artillería pesada debía mantener un bombardeo a larga distancia de las rutas de suministro y las áreas de reunión francesas; el fuego de la contra-batería estaba reservado para baterías especializadas que disparaban bombas de gas. Se hizo hincapié en la cooperación entre la artillería y la infantería, y se dio prioridad a la artillería sobre la tasa de fuego. El primer bombardeo se iba acumulando lentamente y el Trommelfeuer (una velocidad de disparo tan rápida que el sonido de explosiones de obuses se fundió en un estruendo) no comenzaría hasta la última hora. A medida que la infantería avanzaba, la artillería aumentaría el alcance del bombardeo para destruir la segunda posición francesa. Los observadores de artillería debían avanzar con la infantería y comunicarse con las armas por medio de teléfonos de campo, bengalas y globos de colores. Cuando comenzó la ofensiva, los franceses debían ser bombardeados continuamente, hostigando el fuego durante la noche.

### Preparativos de la defensa francesa

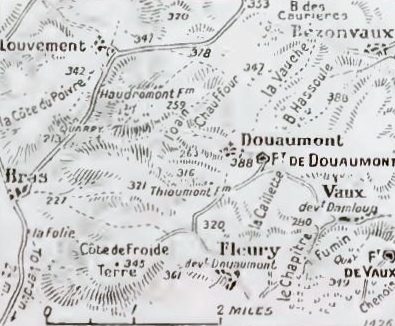
Orilla este del Mosa, febrero-marzo de 1916.

En 1915, se retiraron 237 cañones y 647 toneladas de municiones en los fuertes de la RFV, dejando solo los cañones pesados en torretas retráctiles. La conversión del RFV a una defensa lineal convencional, con trincheras y alambre de púas, comenzó pero se desarrolló lentamente, luego de que se enviaron recursos desde Verdún hacia el oeste para la Segunda Batalla de Champaña (25 de septiembre - 6 de noviembre de 1915). En octubre de 1915, comenzó la construcción de las líneas de trincheras conocidas como la primera, segunda y tercera posición, y en enero de 1916, una inspección realizada por el General Noël de Castelnau, Jefe de Estado Mayor en la Sede General de Francia (GQG), informó que las nuevas defensas fueron satisfactorias, excepto por pequeñas deficiencias en tres áreas. Las guarniciones de la fortaleza se habían reducido a pequeños equipos de mantenimiento y algunos de los fuertes se habían preparado para la demolición. Las guarniciones de mantenimiento eran responsables ante la burocracia militar central en París y cuando el comandante del XXX Cuerpo, el general Chrétien, intentó inspeccionar el Fuerte Douaumont en enero de 1916, se le negó la entrada.
Douaumont era el fuerte más grande de la RFV y, en febrero de 1916, la única artillería que quedaba en el fuerte eran los cañones de torreta de 75 mm y 155 mm y los cañones ligeros que cubrían la zanja. El fuerte fue utilizado como cuartel por 68 técnicos bajo el mando del Oficial de la Orden Chenot, el Gardien de Batterie. Una de las torretas giratorias de 155 mm estaba parcialmente tripulada y la otra se dejó vacía. Las ametralladoras Hotchkiss se almacenaron en cajas y ya se habían retirado cuatro cañones de 75 mm de las casamatas. El puente levadizo se había atascado en la posición baja por el impacto de un obús alemán y no se había reparado. Los coffres (búnkeres de pared) con cañones revólver Hotchkiss (cañones rotativos accionados por manivela) que protegían los fosos, no tenían tripulación y se habían instalado más de 5000 kg de cargas explosivas en el fuerte para demolerlo.

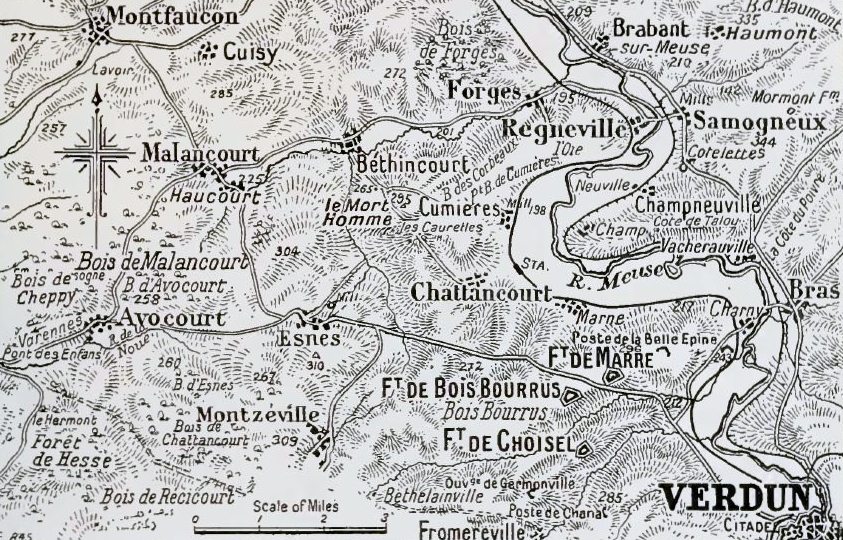
Orilla oeste del Mosa, 1916.

A fines de enero de 1916, la inteligencia francesa había obtenido una evaluación precisa de la capacidad militar alemana y las intenciones en Verdún, pero Joffre consideró que un ataque sería una desviación, debido a la falta de un objetivo estratégico obvio. En el momento de la ofensiva alemana, Joffre esperaba un ataque más grande en otra parte, pero el 23 de enero ordenó a los VII Cuerpos a Verdún que defendieran la cara norte de la orilla occidental. El XXX Cuerpo defendió el saliente este del Mosa al norte y noreste y el II Cuerpo defendió la cara este de las colinas del Mosa; Herr tenía 8 1⁄2 divisiones en la línea frontal, con 2 1⁄2 divisiones en la reserva cercana. El Groupe d'armées du centre (GAC, general De Langle de Cary) tenía el cuerpo I y XX con dos divisiones cada una en reserva, más la mayor parte de la 19 División; Joffre tenía 25 divisiones en la reserva estratégica. Los refuerzos franceses de artillería habían llevado el total de Verdún a 388 cañones de campaña y 244 cañones pesados, contra 1201 cañones alemanes, dos tercios de los cuales eran pesados y súper pesados, incluidos 14 y 202 morteros, algunos de ellos de 16 pulgadas. Ocho compañías especializadas en lanzallamas también fueron enviadas al 5.º Ejército.

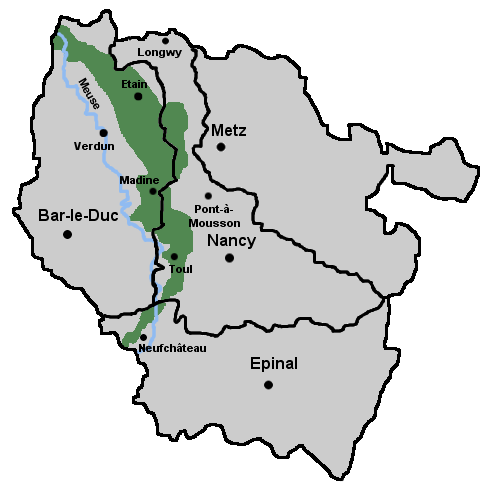
La región de Woëvre en Lorena (en verde).

Castelnau se reunió de Langle de Cary el 25 de febrero, que dudaba sobre si la orilla este pudiese resistir. Castelnau no estuvo de acuerdo y ordenó al general Frédéric-Georges Herr, el comandante del cuerpo, que se hiciera cargo de la orilla derecha (este) del Mosa a toda costa. Herr envió una división desde la orilla oeste y ordenó al XXX Corps que mantuviera una línea de Bras a Douaumont, Vaux y Eix. Philippe Pétain asumió el mando de la defensa de la RFV a las 11:00 p.m., con el coronel Maurice de Barescut como jefe de personal y el coronel Bernard Serrigny como jefe de operaciones, solo para escuchar que Fort Douaumont había caído. Pétain ordenó que las fortalezas restantes de Verdún fueran reguarnecidas. Se establecieron cuatro grupos, bajo el mando de los generales Guillaumat, Balfourier y Duchêne en la orilla derecha y Bazelaire en la orilla izquierda. Se estableció una "línea de resistencia" en la orilla este de Souville a Thiaumont, alrededor de Fort Douaumont a Fort Vaux, Moulainville y a lo largo de la cresta del Woëvre. En la orilla oeste, la línea iba de Cumières a Mort Homme, Côte 304 y Avocourt. Una "línea de pánico" fue planeada en secreto como una línea de defensa final al norte de Verdún, a través de los fuertes Belleville, St. Michel y Moulainville. I Corps y XX Corps llegaron del 24 al 26 de febrero, aumentando el número de divisiones en la RFV a 14 1⁄2. Para el 6 de marzo, la llegada de los cuerpos XIII, XXI, XIV y XXXIII había aumentado el total a 20 1⁄2 divisiones.

## Batalla

### Primera fase; 21 de febrero–1 de marzo

#### 21–26 de febrero

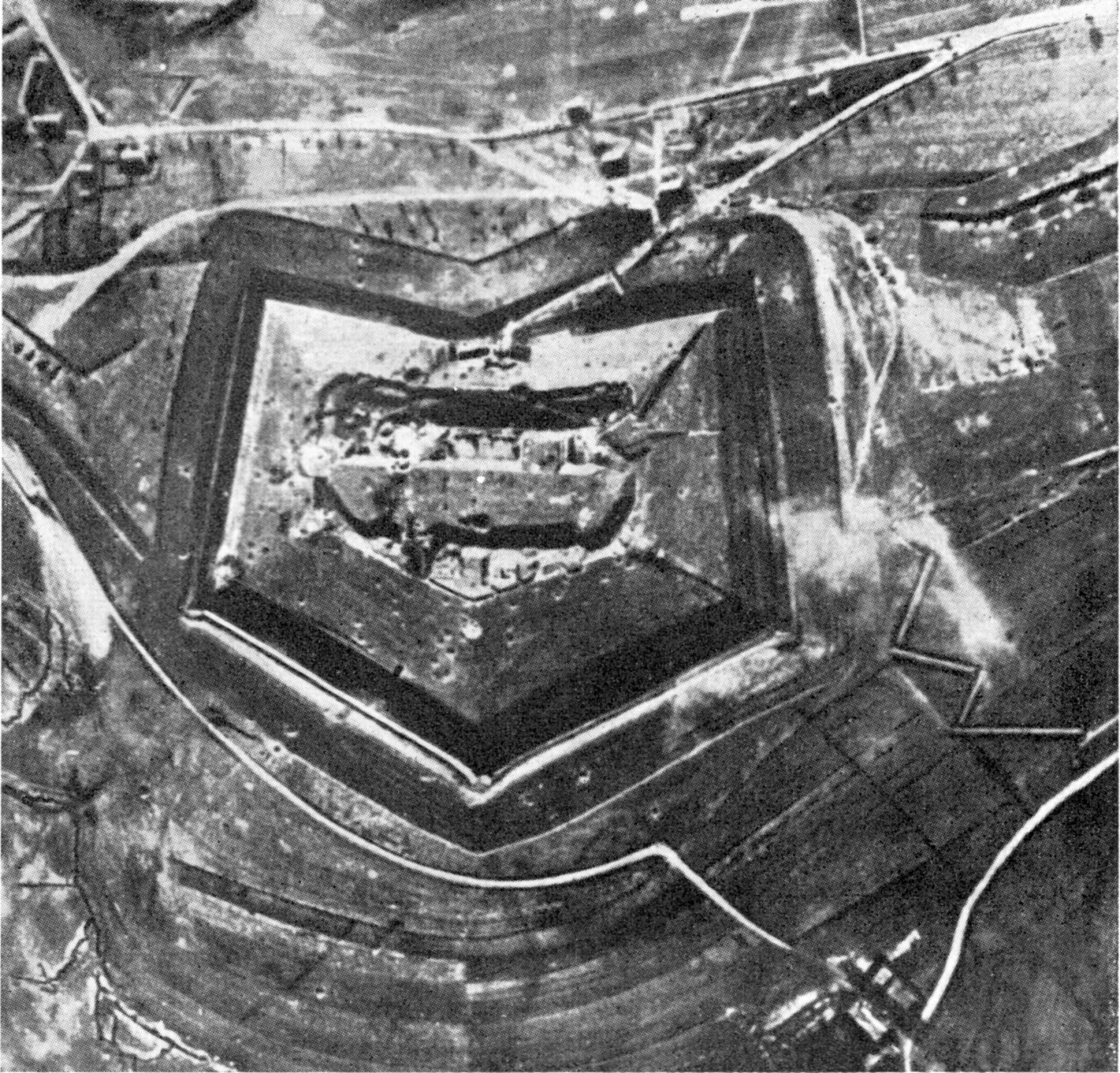
Fort Douaumont antes de la batalla (fotografía aérea alemana).

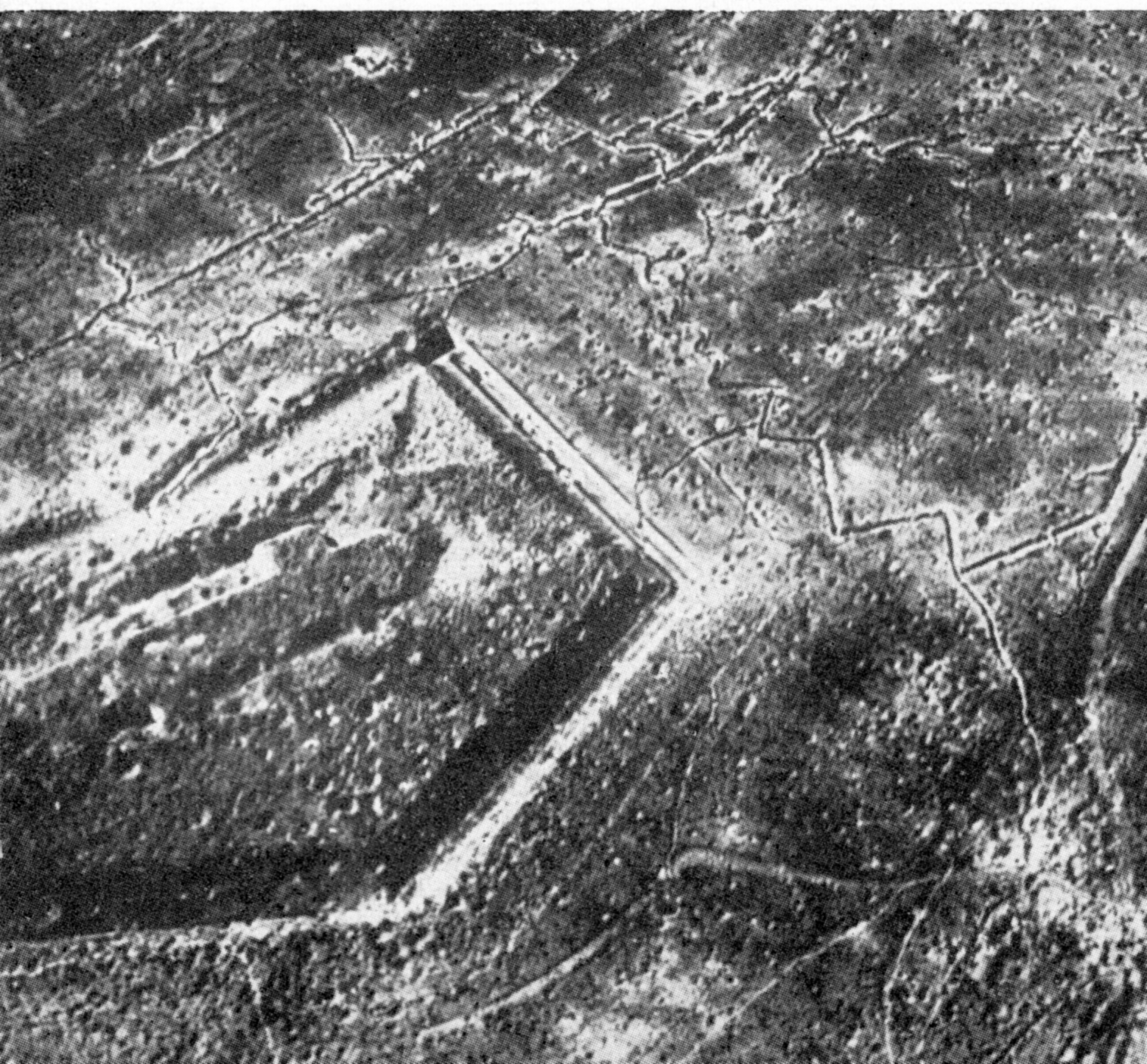
Douaumont después de la batalla.

Unternehmen Gericht, la «Operación Juicio», debía comenzar el 12 de febrero, pero la niebla, las fuertes lluvias y los fuertes vientos retrasaron la ofensiva hasta las 07:15 del 21 de febrero, cuando comenzó un bombardeo de artillería de 10 horas por 808 cañones. La artillería alemana disparó cerca de un millón de proyectiles a lo largo de un frente de unos 30 km de largo por 5 km de ancho. La principal concentración de fuego estaba en la orilla derecha (este) del río Mosa. Veintiséis cañones súper pesados, de largo alcance, de hasta 420 mm, dispararon contra los fuertes y la ciudad de Verdún; se oían los ecos de la ofensiva a 160 km. El bombardeo se detuvo al mediodía, como una artimaña para que los sobrevivientes franceses se revelaran y los aviones de observación de artillería alemanes pudieron volar sobre el campo de batalla sin ser molestados por aviones franceses. Los cuerpos III, VII y XVIII atacaron a las 16:00; los alemanes usaron lanzallamas por primera vez y las tropas de asalto siguieron de cerca con los rifles colgados, para usar granadas de mano para matar a los defensores restantes. Esta táctica había sido desarrollada por el capitán Willy Rohr y el Sturm-Bataillon Nr. 5 (Rohr), el batallón que realizó el ataque. Los supervivientes franceses atacaron a los atacantes, pero los alemanes sufrieron unas 600 bajas.
Para el 22 de febrero, las tropas alemanas habían avanzado 5 km y capturado Bois des Caures, en el borde de la aldea de Flabas. Dos batallones franceses dirigidos por el coronel Émile Driant habían celebrado el bois (madera) durante dos días, pero fueron obligados a regresar a Samogneux, Beaumont y Ornes. Driant fue asesinado, luchando con los Bataillons de chasseurs à pied («Batallones de cazadores a pie») 56.º y 59.º y solo 118 de los Chasseurs lograron escapar. Las malas comunicaciones significaron que solo entonces el Alto Mando francés se dio cuenta de la gravedad del ataque. Los alemanes lograron tomar el pueblo de Haumont, pero las fuerzas francesas rechazaron un ataque alemán contra el pueblo de Bois de l'Herbebois. El 23 de febrero, un contraataque francés en Bois des Caures fue rechazado. La lucha por el Bois de l'Herbebois continuó hasta que los alemanes superaron a los defensores franceses del Bois de Wavrille. Los atacantes alemanes sufrieron muchas bajas durante su ataque a Bois de Fosses y los franceses retuvieron Samogneux. Los ataques alemanes continuaron el 24 de febrero y el XXX Cuerpo francés fue expulsado de la segunda línea de defensa; el XX Cuerpo (General Maurice Balfourier) llegó en el último minuto y se lanzó hacia adelante. Esa noche, Castelnau aconsejó a Joffre que el Segundo Ejército, bajo el mando del general Pétain, debería enviarse a la RFV. Los alemanes habían capturado a Beaumont, Bois des Fosses y Bois des Caurières y avanzaban por el barranco Hassoule, que conducía a Fort Douaumont.
A las 15:00 el 25 de febrero, la infantería del Regimiento de Brandeburgo 24 avanzó con los batallones II y III, uno al lado del otro, formando cada uno dos olas formadas por dos compañías cada una. Una demora en la llegada de órdenes a los regimientos en los flancos, llevó al III Batallón a avanzar sin apoyo en ese flanco. Los alemanes se apresuraron a tomar posiciones francesas en el bosque y en Côte 347, con el apoyo de disparos de ametralladoras desde el borde de la ermita de Bois. La infantería alemana tomó muchos prisioneros ya que los franceses en Côte 347 fueron superados y se retiraron a la aldea de Douaumont. La infantería alemana había alcanzado sus objetivos en menos de veinte minutos y persiguió a los franceses hasta que los disparó una ametralladora en la iglesia de Douaumont. Algunas tropas alemanas se refugiaron en bosques y un barranco que conducía al fuerte, cuando la artillería alemana comenzó a bombardear el área, los artilleros se habían negado a creer las afirmaciones enviadas por teléfono de campaña de que la infantería alemana estaba a unos pocos cientos de metros del fuerte. Varios partidos alemanes se vieron obligados a avanzar para encontrar cobertura contra los bombardeos alemanes y dos partidos hechos de forma independiente para el fuerte. No sabían que la guarnición francesa estaba formada solo por un pequeño equipo de mantenimiento encabezado por un oficial de comando, ya que la mayoría de las fortalezas de Verdún habían sido parcialmente desarmadas, después de la demolición de las fortalezas belgas en 1914, por el mortero super-pesado alemán Krupp de 420 mm.

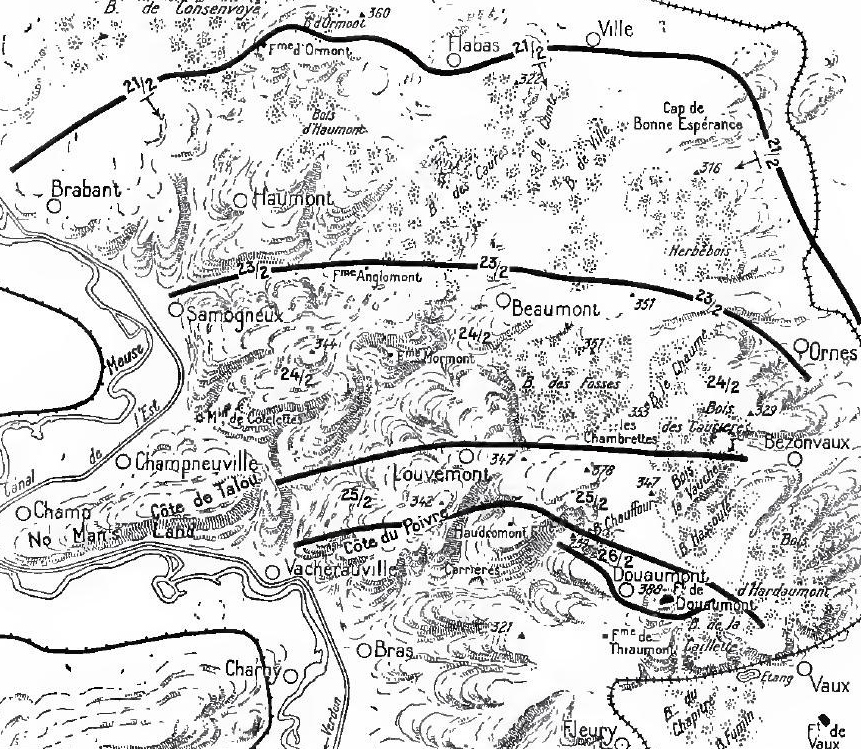
Verdún, orilla este del Mosa, 21–26 de febrero de 1916.

La patrulla alemana de 100 soldados intentó señalar a la artillería con bengalas, pero el crepúsculo y la nieve cayendo los ocultaron de la vista. Parte del grupo comenzó a cortar el alambre alrededor del fuerte, mientras que los disparos de ametralladoras franceses desde la aldea de Douaumont cesaron. Los franceses vieron las bengalas alemanas y tomaron a los alemanes en el fuerte para ser Zuavos retirándose de Côte 378. Los alemanes pudieron llegar al extremo noreste del fuerte antes de que los franceses continuaran disparando. El partido alemán encontró un camino a través de las rejas en la parte superior de la zanja y bajó sin ser disparado, ya que los búnkeres de ametralladoras (coffres de contrescarpe) en cada esquina de la zanja se habían dejado sin tripulación. Las patrullas alemanas continuaron y encontraron un camino dentro del fuerte a través de uno de los búnkeres de zanja desocupados y luego llegaron a la Rue de Rempart central. Luego de mudarse adentro, los alemanes escucharon voces y persuadieron a un prisionero francés, capturado en un puesto de observación, para guiarlos al piso inferior, donde encontraron al Oficial de la Orden Chenot y a unas 25 tropas francesas, la mayoría de la guarnición esquelética del fuerte, y los hizo prisioneros. El 26 de febrero, los alemanes habían avanzado 3 km en un frente de 10 km; las pérdidas francesas fueron de 24 000 hombres y las pérdidas alemanas de 25 000 hombres. Un contraataque francés en Fort Douaumont falló y Pétain ordenó que no se realizaran más intentos; las líneas existentes debían ser consolidadas y otras fortalezas debían ser ocupadas, rearmadas y suministradas para resistir un asedio si estaban rodeadas.

#### 27–29 de febrero
El avance alemán ganó poco terreno el 27 de febrero, después de que un deshielo convirtiera el suelo en un pantano y la llegada de refuerzos franceses aumentara la efectividad de la defensa. Alguna artillería alemana quedó inservible y otras baterías quedaron varadas en el barro. La infantería alemana comenzó a sufrir agotamiento e inesperadamente altas pérdidas, 500 víctimas sufrieron en los combates en la aldea de Douaumont. El 29 de febrero, el avance alemán fue contenido en Douaumont por una fuerte nevada y la defensa del 33.º Regimiento de Infantería francés. Los retrasos dieron tiempo a los franceses para traer 90 000 hombres y 23 000 toneladas cortas de municiones desde la estación de ferrocarril en Bar-le-Duc hasta Verdún. El veloz avance alemán había ido más allá de la gama de artillería que cubría el fuego y las condiciones de barro hacían muy difícil mover la artillería hacia adelante como estaba previsto. El avance alemán hacia el sur lo llevó al alcance de la artillería francesa al oeste del Mosa, cuyo fuego causó más bajas de infantería alemana que en los combates anteriores, cuando la infantería francesa en la orilla este tenía menos armas de apoyo.

### Segunda fase; 6 de marzo–15 de abril

#### 6–11 de marzo

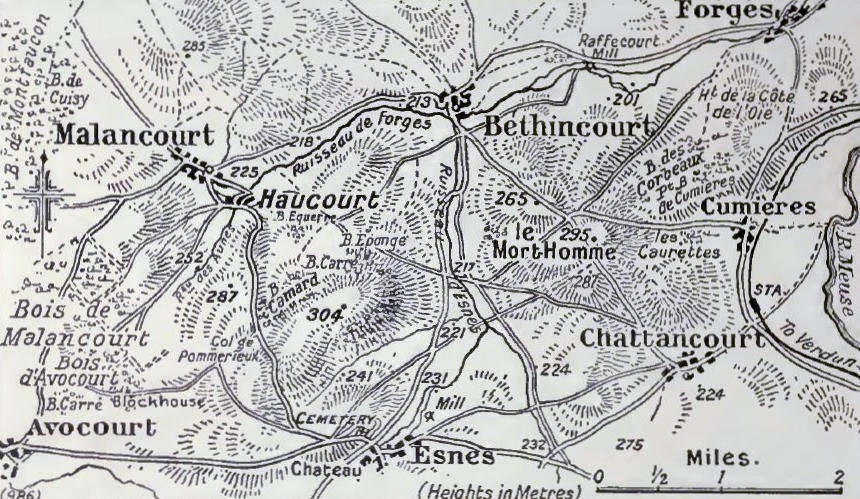
Mort Homme y Côte 304

Antes de la ofensiva, Falkenhayn había esperado que la artillería francesa en la orilla oeste fuera reprimida por el fuego de la batería, pero esto había fallado. Los alemanes establecieron una fuerza de artillería especializada para contrarrestar el fuego de artillería francés desde la orilla oeste, pero esto tampoco logró reducir las bajas de infantería alemana. El 5.º ejército solicitó más tropas a fines de febrero, pero Falkenhayn se negó, debido al rápido avance ya logrado en la orilla este y porque necesitaba el resto de la reserva OHL para una ofensiva en otro lugar, una vez que el ataque en Verdún había atraído y consumido a las reservas francesas. La pausa en el avance alemán el 27 de febrero llevó a Falkenhayn a pensar de nuevo entre terminar la ofensiva o reforzarla. El 29 de febrero, Knobelsdorf, el 5.º Jefe de Estado Mayor del Ejército, distinguió dos divisiones de la reserva de OHL, con la seguridad de que una vez ocupadas las alturas en la orilla oeste, la ofensiva en la orilla este podría completarse. El VI Reserve Corps se reforzó con el X Reserve Corps, para capturar una línea desde el sur de Avocourt hasta Côte 304 al norte de Esnes, Mort-Homme, Bois des Cumières y Côte 205, desde donde la artillería francesa en la orilla oeste podría ser destruida.
La artillería del grupo de asalto de dos cuerpos en la orilla oeste se reforzó con 25 baterías de artillería pesada, el comando de artillería se centralizó bajo un oficial y se hicieron arreglos para que la artillería en la orilla este disparara en apoyo. El ataque fue planeado por el general Heinrich von Gossler en dos partes, en Mort-Homme y Côte 265 el 6 de marzo, seguido de ataques contra Avocourt y Côte 304 el 9 de marzo. El bombardeo alemán redujo la parte superior de Côte 304 desde una altura de 304 m hasta 300 m; Mort-Homme albergaba baterías de cañones franceses, lo que dificultaba el progreso alemán hacia Verdún en la orilla derecha; las colinas también proporcionaron vistas de mando de la orilla izquierda. Después de asaltar el Bois des Corbeaux y luego perderlo en un contraataque francés, los alemanes lanzaron otro asalto a Mort-Homme el 9 de marzo, desde la dirección de Béthincourt al noroeste. Bois des Corbeaux fue capturado nuevamente a gran costo en bajas, antes de que los alemanes tomaran partes de Mort-Homme, Côte 304, Cumières y Chattancourt el 14 de marzo.

#### 11 de marzo–9 de abril

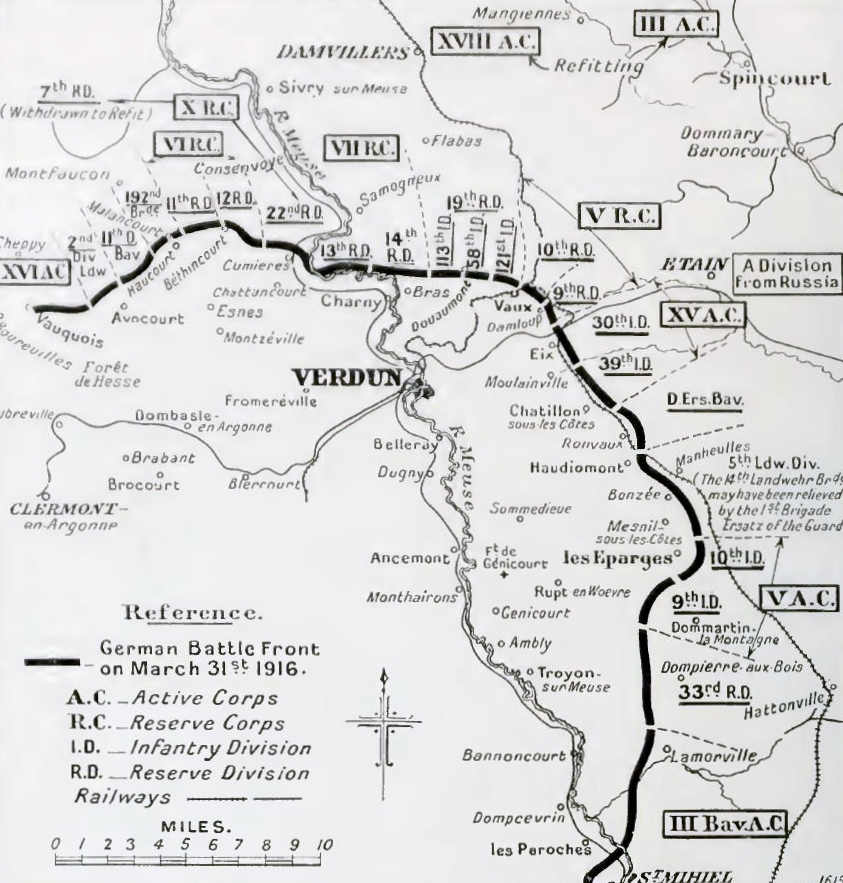
Disposición alemana en Verdún, el 31 de marzo de 1916.

Después de una semana, el ataque alemán había alcanzado los objetivos del primer día, al encontrar que las armas francesas detrás de Côte de Marre y Bois Borrous todavía estaban operativas y causaban muchas bajas entre los alemanes en la orilla este. La artillería alemana se trasladó a Côte 265, fue sometida a un fuego de artillería sistemático por parte de los franceses, lo que dejó a los alemanes que necesitaban implementar la segunda parte de la ofensiva de la orilla oeste, para proteger las ganancias de la primera fase. Los ataques alemanes cambiaron de grandes operaciones en frentes amplios a ataques de frente estrecho con objetivos limitados. El 14 de marzo, un ataque alemán capturó Côte 265 en el extremo oeste de Mort-Homme, pero la 75.ª Brigada de Infantería francesa logró mantener a Côte 295 en el extremo este. El 20 de marzo, después de un bombardeo de 13 000 balas de mortero de trinchera, las divisiones 11.ª de Baviera y 11.ª de la Reserva atacaron a Bois d'Avocourt y Bois de Malancourt y lograron sus objetivos iniciales fácilmente. Gossler ordenó una pausa en el ataque, para consolidar el terreno capturado y preparar otro gran bombardeo para el día siguiente. El 22 de marzo, dos divisiones atacaron "Termite Hill" cerca de Côte 304, pero se encontraron con una masa de fuego de artillería, que también cayó en los puntos de reunión y las líneas de comunicación alemanas, lo que puso fin al avance alemán.
El limitado éxito alemán había sido costoso y la artillería francesa infligió más bajas mientras la infantería alemana intentaba excavar. Para el 30 de marzo, Gossler había capturado a Bois de Malancourt, pero había sufrido 20 000 bajas y los alemanes aún no habían alcanzado Côte 304. El 30 de marzo , el XXII Cuerpo de Reserva llegó como refuerzos y el General Max von Gallwitz tomó el mando de un nuevo Angriffsgruppe West. La aldea de Malancourt fue capturada el 31 de marzo, Haucourt cayó el 5 de abril y Béthincourt el 8 de abril. En la orilla este, los ataques alemanes cerca de Vaux llegaron a Bois Caillette y al ferrocarril Vaux-Fleury, pero luego fueron rechazados por la 5.ª División francesa. Los alemanes hicieron un ataque en un frente más amplio a lo largo de ambas orillas al mediodía del 9 de abril, con cinco divisiones en la orilla izquierda, pero esto fue rechazado, excepto en Mort-Homme, donde la 42.ª División francesa fue obligada a retroceder desde el noreste. cara. En la orilla derecha, un ataque a Côte-du-Poivre falló.
En marzo, los ataques alemanes no tuvieron ninguna ventaja de sorpresa y se enfrentaron a un adversario determinado y bien provisto en posiciones defensivas superiores. La artillería alemana todavía podría devastar las posiciones defensivas francesas pero no pudo evitar que el fuego de artillería francés infligiera muchas bajas a la infantería alemana y los aislara de sus suministros. El fuego de artillería en masa podía permitir a la infantería alemana hacer pequeños avances, pero el fuego de artillería en masa podía hacer lo mismo para la infantería francesa cuando contraatacaban, lo que a menudo rechazaba a la infantería alemana y los sometía a pérdidas constantes, incluso cuando se mantenía el terreno capturado. El esfuerzo alemán en Cisjordania también mostró que la captura de un punto vital no era suficiente, ya que se vería que se pasaba por alto por otra característica del terreno, que tenía que ser capturada para asegurar la defensa del punto original, lo que hacía imposible para los alemanes terminar sus ataques, a menos que estuvieran dispuestos a retirarse a la línea frontal original de febrero de 1916.
Para fines de marzo, la ofensiva había costado a los alemanes 81 607 bajas y Falkenhayn comenzó a pensar en terminar con la ofensiva, para que no fuera otro compromiso costoso e indeciso similar al de la Primera Batalla de Ypres a fines de 1914. El personal del 5.º Ejército solicitó más refuerzos a Falkenhayn el 31 de marzo con un informe optimista que afirmaba que los franceses estaban cerca del agotamiento e incapaces de una gran ofensiva. El 5.º comando del Ejército quería continuar con la ofensiva de la ribera este hasta alcanzar una línea desde Ouvrage de Thiaumont hasta Fleury, Fort Souville y Fort de Tavannes, mientras que en la ribera occidental los franceses serían destruidos por sus propios contraataques. El 4 de abril, Falkenhayn respondió que los franceses habían mantenido una reserva considerable y que los recursos alemanes eran limitados y no suficientes para reemplazar continuamente a los hombres y las municiones. Si la reanudación de la ofensiva en la orilla este no llegaba a los Altos de Meuse, Falkenhayn estaba dispuesto a aceptar que la ofensiva había fallado y terminarla.

### Tercera fase, 16 de abril – 1 de julio

#### Abril
El fracaso de los ataques alemanes a principios de abril por parte de Angriffsgruppe Ost, llevó a Knobelsdorf a inquirir a los comandantes del 5.º cuerpo del ejército, que querían continuar por unanimidad. La infantería alemana estuvo expuesta a un continuo fuego de artillería desde los flancos y la retaguardia; las comunicaciones desde la retaguardia y las posiciones de reserva fueron igualmente vulnerables, lo que causó un constante drenaje de víctimas. Las posiciones defensivas eran difíciles de construir, porque las posiciones existentes se encontraban en un terreno que había sido barrido por los bombardeos alemanes al principio de la ofensiva, dejando a la infantería alemana muy poco cubierta. El comandante del XV Cuerpo, el general Berthold von Deimling también escribió que la artillería pesada francesa y los bombardeos con gas estaban socavando la moral de la infantería alemana, lo que hizo necesario seguir avanzando para alcanzar posiciones defensivas más seguras. Knobelsdorf informó estos hallazgos a Falkenhayn el 20 de abril, y agregó que si los alemanes no avanzaban, debían volver a la línea de salida del 21 de febrero.
Knobelsdorf rechazó la política de ataques parciales limitados probados por Mudra como comandante de Angriffsgruppe Ost y abogó por un regreso a los ataques de frente amplio con objetivos ilimitados, para llegar rápidamente a la línea de Ouvrage de Thiaumont a Fleury, Fort Souville y Fort de Tavannes. Se persuadió a Falkenhayn para que aceptara el cambio y, para fines de abril, se habían enviado a Verdún 21 divisiones, la mayor parte de la reserva del Oberste Heeresleitung, y también se habían transferido tropas del Frente Oriental. El recurso a ataques grandes e ilimitados fue costoso para ambos lados, pero el avance alemán avanzó lentamente. En lugar de causar devastadoras bajas francesas por la artillería pesada con la infantería en posiciones defensivas seguras, que los franceses se vieron obligados a atacar, los alemanes infligieron bajas por ataques que provocaron contraataques franceses y asumieron que el proceso causó cinco bajas francesas por dos bajas alemanas.
A mediados de marzo, Falkenhayn le había recordado al 5.º Ejército que usara tácticas destinadas a conservar la infantería, luego de que a los comandantes de los cuerpos se les hubiera permitido elegir a discreción entre las cautelosas, "paso a paso", las tácticas deseadas por Falkenhayn y los máximos esfuerzos, con la intención de obtener rápidos resultados. En el tercer día de la ofensiva, la 6.ª División del III Cuerpo (General Ewald von Lochow), ordenó que Herbebois se tomara independientemente de la pérdida y la 5.ª División atacó  Wavrille con el acompañamiento de su banda. Falkenhayn instó al 5.º Ejército a usar Stoßtruppen («unidades de tormenta») compuestas por dos escuadrones de infantería y uno de ingenieros, armados con armas automáticas, granadas de mano, morteros de trinchera y lanzallamas, para avanzar frente al cuerpo principal de infantería. Los Stoßtruppen podrían ocultar su avance mediante el uso astuto del terreno y capturar los edificios de bloques que quedaron después de la preparación de artillería. Los puntos fuertes que no se pudieron tomar fueron pasados por alto y capturados por las tropas de seguimiento. Falkenhayn ordenó que el comando de las unidades de artillería pesada y de campo se combinara, con un comandante en el cuartel general de cada cuerpo. Los observadores comunes y los sistemas de comunicación garantizarían que las baterías en diferentes lugares podrían llevar a los objetivos a un fuego convergente, que se asignaría sistemáticamente para apoyar a las divisiones.
A mediados de abril, Falkenhayn ordenó que la infantería avanzara cerca de la barrera, para explotar el efecto neutralizador del fuego sobre los defensores sobrevivientes, porque las tropas frescas en Verdún no habían sido entrenadas en estos métodos. Knobelsdorf insistió en los intentos de mantener el impulso, que era incompatible con los métodos de conservación de víctimas, que solo podían implementarse con ataques limitados, con pausas para consolidar y preparar. Mudra y otros comandantes que no estaban de acuerdo fueron despedidos. Falkenhayn también intervino para cambiar las tácticas defensivas alemanas, abogando por una defensa dispersa con la segunda línea que se mantendrá como una línea principal de resistencia y punto de inicio de los contraataques. Las ametralladoras se instalarían con campos de fuego y infantería superpuestos a los que se les darían áreas específicas para defender. Cuando la infantería francesa atacó, el Sperrfeuer («fuego de presa») los aisló en su antigua línea frontal, para aumentar las bajas de infantería francesa. Los cambios deseados por Falkenhayn tuvieron poco efecto, porque la causa principal de las bajas alemanas fue el fuego de artillería, tal como lo fue para los franceses.

#### Mayo
A partir del 10 de mayo, las operaciones alemanas se limitaron a ataques locales, ya sea en respuesta a los contraataques franceses del 11 de abril entre Douaumont y Vaux y el 17 de abril entre el Meuse y Douaumont, o intentos locales de obtener puntos de valor táctico. A principios de mayo, el general Pétain fue ascendido al mando del Groupe d'armées du centre (GAC) y el general Robert Nivelle se hizo cargo del Segundo Ejército en Verdún. Del 4 al 24 de mayo, se realizaron ataques alemanes en la orilla oeste alrededor de Mort-Homme y el 4 de mayo, se capturó la vertiente norte de la Costa 304; los contraataques franceses del 5 al 6 de mayo fueron rechazados. Los defensores franceses en la cresta de Côte 304 fueron obligados a retroceder el 7 de mayo, pero la infantería alemana no pudo ocupar la cresta, debido a la intensidad del fuego de artillería francés. Cumieres y Caurettes cayeron el 24 de mayo cuando comenzó un contraataque francés en Fort Douaumont.

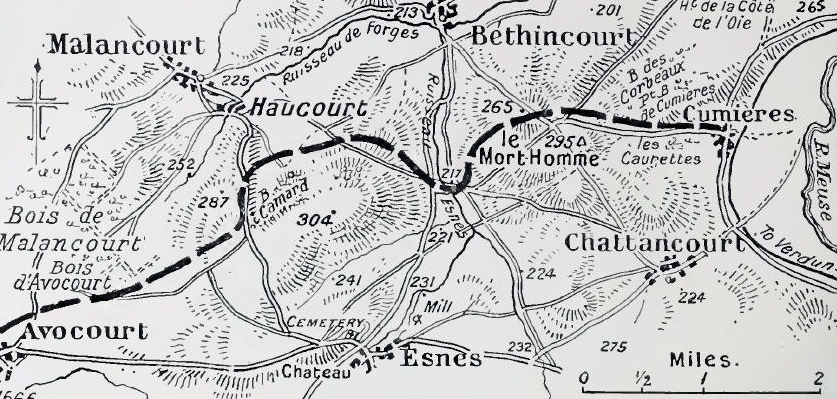
Frente en Mort-Homme, mayo de 1916.

En mayo, el general Nivelle, que había tomado el mando del Segundo Ejército, ordenó al general Charles Mangin, comandante de la 5.ª División, que planeara un contraataque en Fort Douaumont. El plan inicial era un ataque en un frente de 3 km, pero varios ataques menores alemanes capturaron los barrancos de Fausse-Côte y Couleuvre en los lados sur-este y oeste de la fortaleza. Otro ataque tomó la cima al sur del barranco de Couleuvre, que proporcionó a los alemanes mejores rutas para contraataques y observación sobre las líneas francesas hacia el sur y el suroeste. Mangin propuso un ataque preliminar para volver a tomar el área de los barrancos, para obstruir las rutas por las cuales se podría realizar un contraataque alemán en el fuerte. Se necesitaron más divisiones, pero se rechazaron, para preservar las tropas necesarias para la próxima ofensiva en el Somme; Mangin se limitó a una división para el ataque con una en reserva. Nivelle redujo el ataque a un asalto en Morchée Trench, Bonnet-d'Evèque, Fontaine Trench, Fort Douaumont, una torreta de ametralladoras y Hongrois Trench, que requeriría un avance de 500 m en un frente de 1150 m.
El III Cuerpo debía comandar el ataque de la 5.ª División y la 71.ª Brigada, con el apoyo de tres compañías de globos de observación de artillería y un grupo de combatientes. El principal esfuerzo fue dirigido por dos batallones del 129.º Regimiento de Infantería, cada uno con una compañía pionera y una compañía de ametralladoras adjuntas. El 2.º Batallón debía atacar desde el sur y el 1.er Batallón debía moverse a lo largo del lado oeste de la fortaleza hacia el extremo norte, tomando Fontaine Trench y enlazando con la 6.ª Compañía. Dos batallones del 74.º Regimiento de Infantería avanzaron a lo largo de los lados este y sureste del fuerte y tomaron una torreta de ametralladoras en una cresta hacia el este. El apoyo de los flancos se dispuso con los regimientos vecinos y se planearon desvíos cerca de Fort Vaux y el ravin de Dame. Los preparativos para el ataque incluyeron la excavación de 12 km de trincheras y la construcción de un gran número de depósitos y almacenes, pero se avanzó poco debido a la escasez de pioneros. Las tropas francesas capturadas el 13 de mayo, revelaron el plan a los alemanes, quienes respondieron sometiendo el área a más fuego de artillería, que también retrasó los preparativos franceses.

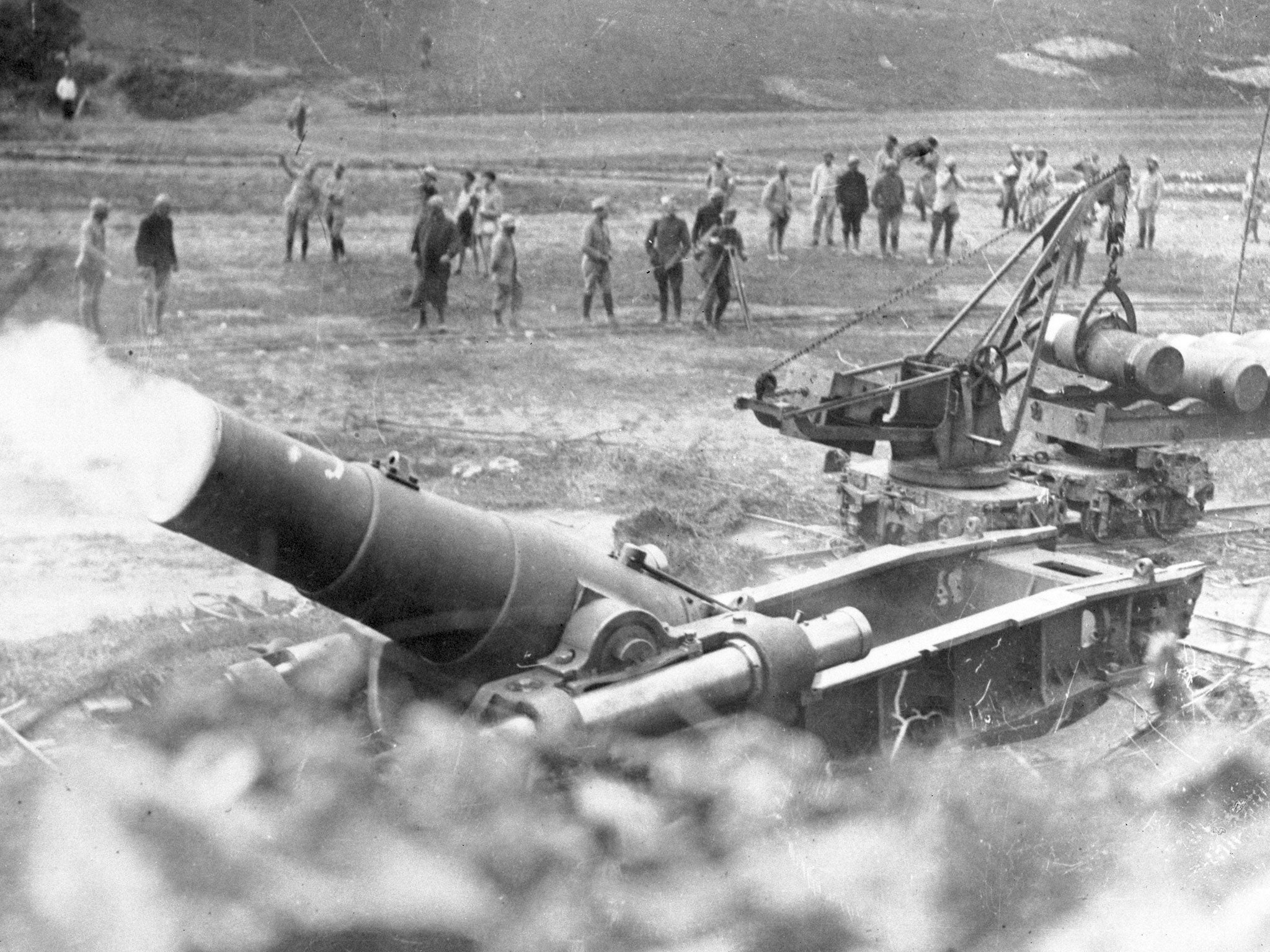
Mortier de 370 modèle 1914 Filloux disparando.

El bombardeo preliminar francés por cuatro morteros de 370 mm y 300 cañones pesados, comenzó el 17 de mayo y el 21 de mayo, el comandante de artillería francés afirmó que el fuerte había sido severamente dañado. Durante el bombardeo, la guarnición alemana en el fuerte experimentó una gran tensión, ya que los projectiles pesados franceses rompían agujeros en las paredes y el polvo de concreto, los gases de escape de un generador de electricidad y el gas de los cadáveres desenterrados contaminaban el aire. El agua se agotó, pero hasta el 20 de mayo, la fortaleza permaneció operativa, los informes se devolvieron y los refuerzos avanzaron hasta la tarde, cuando se aisló la Cascada de Bourges y se quemó la estación inalámbrica en la torreta de ametralladoras del noroeste.
Las condiciones para la infantería alemana en las cercanías eran mucho peores y, para el 18 de mayo, el bombardeo destructivo francés había borrado muchas posiciones defensivas, los supervivientes tomaron el puesto en los pozos y cayeron al suelo. La comunicación con la retaguardia se cortó y la comida y el agua se agotaron en el momento del ataque francés el 22 de mayo. Las tropas del Regimiento de Infantería 52 frente al Fuerte Douaumont se habían reducido a 37 hombres cerca de la Granja Thiaumont y las contra-descarga de artillería alemanas infligieron pérdidas similares a las tropas francesas. El 22 de mayo, los combatientes franceses del caza Nieuport atacaron ocho globos de observación y derribaron seis por la pérdida de un Nieuport 16; otro avión francés atacó el cuartel general del 5.º Ejército en Stenay. El fuego de artillería alemana aumentó y veinte minutos antes de la hora cero, comenzó un bombardeo alemán, que redujo a las 129 compañías del Regimiento de Infantería a aproximadamente 45 hombres cada una.

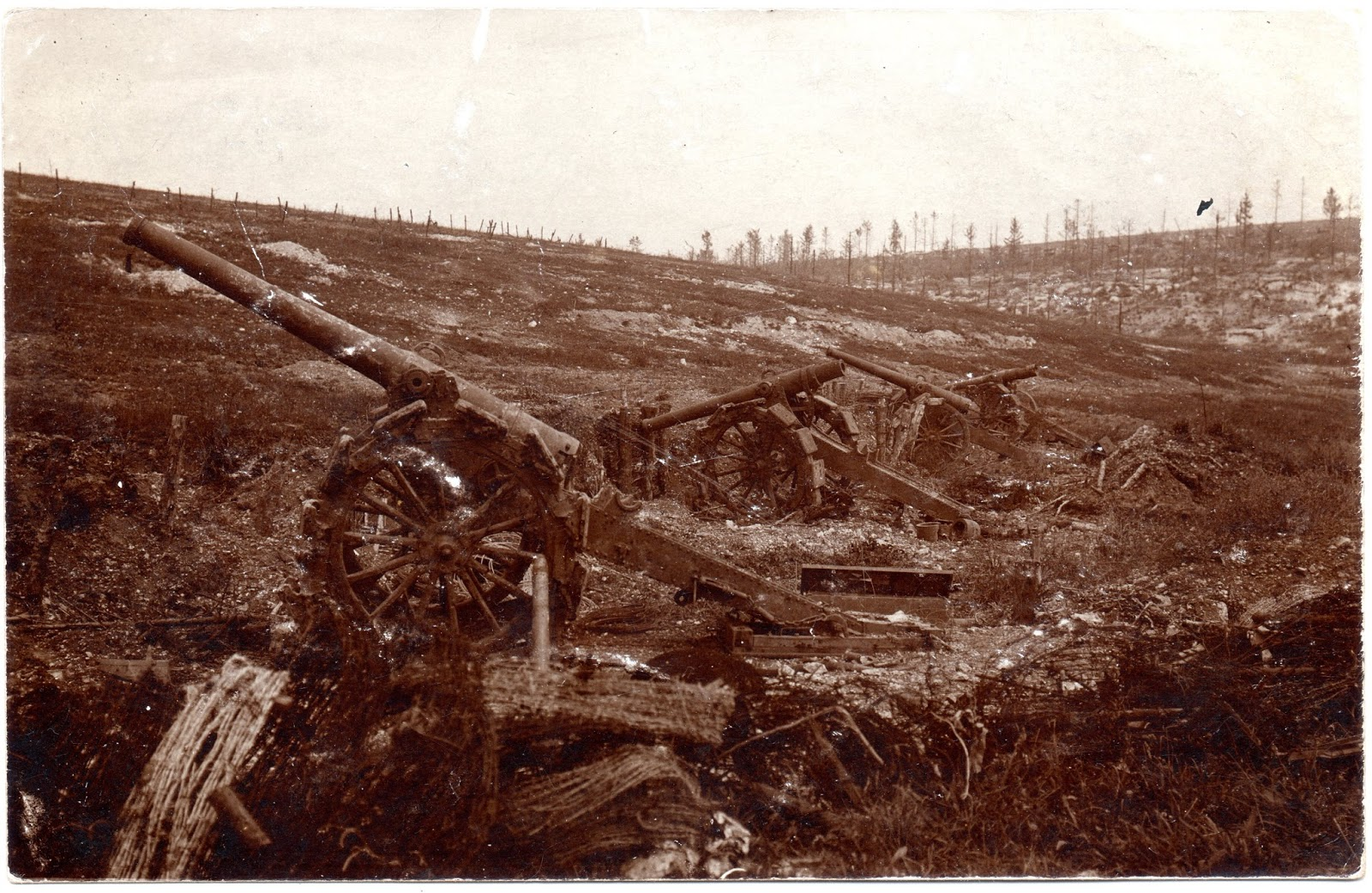
Batería de cañon largo francesa (155 L o 120 L) invadida por las fuerzas alemanas, posiblemente la 34.ª División de Infantería en Verdún.

El asalto comenzó a las 11:50 del 22 de mayo en un frente de 1 km. En el flanco izquierdo, el 36.º ataque del Regimiento de Infantería capturó rápidamente Morchée Trench y Bonnet-d'Evèque, pero fue costoso y el regimiento no pudo avanzar más. El guardia de flanco de la derecha estaba inmovilizado, a excepción de una compañía que desapareció y en Bois Caillette, un batallón del 74.º Regimiento de Infantería no pudo abandonar sus trincheras; el otro batallón logró alcanzar sus objetivos en un depósito de municiones, el refugio DV1 en el borde de Bois Caillette y la torreta de ametralladoras al este del fuerte, donde el batallón encontró sus flancos sin apoyo.
A pesar del fuego de armas pequeñas en Alemania, el 129.º Regimiento de Infantería llegó al fuerte en pocos minutos y logró ingresar por los lados oeste y sur. Al caer la noche, alrededor de la mitad del fuerte había sido recapturado y al día siguiente, la 34.ª División fue enviada para reforzar el fuerte. Los refuerzos fueron rechazados y las reservas alemanas lograron cortar a las tropas francesas en el fuerte y obligarlas a rendirse, tomando mil prisioneros franceses. Después de tres días, los franceses habían perdido 5640 bajas de los 12 000 hombres en el ataque y las bajas alemanas en el Regimiento de Infantería 52, el Regimiento de Granaderos 12 y el Regimiento de Leib-Granadero 8 eran 4500 hombres.

#### Junio

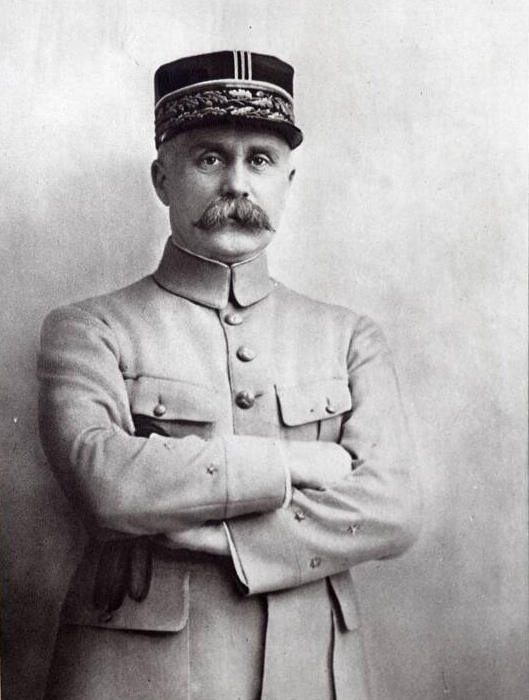
Philippe Petain, general y futuro mariscal, además de presidente del Gobierno de Vichy.

Más tarde, en mayo de 1916, los ataques alemanes cambiaron de la orilla izquierda en Mort-Homme y Côte 304 a la orilla derecha, al sur de Fort Douaumont. Un ataque alemán para llegar a la cresta Fleury, comenzó la última línea defensiva francesa. El ataque estaba destinado a capturar Ouvrage de Thiaumont, Fleury, Fort Souville y Fort Vaux en el extremo noreste de la línea francesa, que había sido bombardeada por cerca de 8000 proyectiles al día desde el inicio de la ofensiva. Después de un asalto final el 1 de junio por aproximadamente 10 000 tropas alemanas, la cima de Fort Vaux fue ocupada el 2 de junio. Los combates, continuaron bajo tierra hasta que la guarnición, comandada por el general Sylvain Eugène Raynal, se quedó sin agua, los 574 sobrevivientes se rindieron el 7 de junio. Cuando las noticias de la pérdida de Fort Vaux llegaron a Verdún, la Línea de Pánico fue ocupada y se cavaron trincheras en el borde de la ciudad. En la orilla izquierda, los alemanes avanzaron desde la línea Côte 304, Mort-Homme y Cumières y amenazó a los franceses en Chattancourt y Avocourt. Las fuertes lluvias frenaron el avance alemán hacia Fort Souville, donde ambos bandos atacaron y contraatacaron durante los próximos dos meses. El 5.º Ejército sufrió 2742 bajas en las cercanías de Fort Vaux del 1 al 10 de junio, 381 hombres fueron asesinados, 2170 heridos y 191 desaparecidos. Los contraataques franceses del 8 y 9 de junio fueron fracasos costosos.
El 22 de junio, la artillería alemana disparó más de 116 000 proyectiles de gas difosgeno (Cruz Verde) a las posiciones de artillería francesa, lo que causó más de 1600 bajas y silenció gran parte de la artillería francesa. Al día siguiente, el ataque alemán a las 5:00 en un frente de 5 km, condujo un saliente de 3 por 2 km hacia las defensas francesas. El avance no tuvo oposición hasta las 9:00, cuando algunas tropas francesas pudieron combatir una acción de retaguardia. El Ouvrage de Thiaumont y el Ouvrage de Froidterre en el extremo sur de la meseta fueron capturados y los pueblos de Fleury y Chapelle Sainte-Fine fueron invadidos. El ataque se produjo cerca de Fort Souville (que había sido golpeado por cerca de 38 000 proyectiles desde abril) y llevó a los alemanes a 5 km de la ciudadela de Verdún.
Chapelle Sainte-Fine fue rápidamente recapturada por los franceses y el avance alemán fue detenido. El suministro de agua a la infantería alemana se rompió, el saliente era vulnerable al fuego de tres bandos y el ataque no podía continuar sin más municiones de difosgeno. Chapelle Sainte-Fine se convirtió en el punto más lejano alcanzado por los alemanes durante la ofensiva de Verdún. El 24 de junio comenzó el bombardeo preliminar anglo-francés en el Somme. Fleury cambió de manos dieciséis veces, del 23 de junio al 17 de agosto. Cuatro divisiones francesas se desviaron a Verdún desde el Somme y la artillería francesa se recuperó lo suficiente el 24 de junio para cortar la línea delantera alemana desde la parte trasera. Para el 25 de junio, ambos bandos estaban agotados y Knobelsdorf suspendió el ataque.

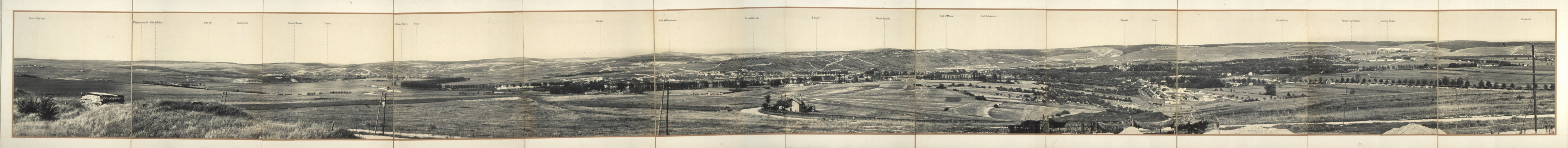
Campo de batalla de Verdún desde Fort de la Chaume, hacia el noreste, 1917.

### Cuarta fase, 1 de julio – 17 de diciembre
A finales de mayo, las bajas francesas en Verdún habían aumentado a cerca de 185 000 y en junio las pérdidas alemanas habían alcanzado 200 000 hombres. La apertura de la Batalla del Somme el 1 de julio obligó a los alemanes a retirar parte de su artillería de Verdún, que fue el primer éxito estratégico de la ofensiva anglo-francesa.

#### 9-15 de julio
El fuerte Souville dominó una cresta de 1 km al sureste de Fleury y fue uno de los objetivos originales de la ofensiva de febrero. La captura del fuerte daría a los alemanes el control de las alturas que dominan Verdún y permitiría a la infantería cavar en el campo de mando. Un bombardeo preparatorio alemán comenzó el 9 de julio, con un intento de suprimir la artillería francesa con más de 60 000 proyectiles de gas, lo cual tuvo poco efecto ya que los franceses habían sido equipados con una máscara antigás M2 mejorada. Fort Souville y sus aproximaciones fueron bombardeadas con más de 300 000 proyectiles, incluyendo aproximadamente 500 proyectiles de 360 mm en el fuerte.
Un ataque de tres divisiones alemanas comenzó el 11 de julio, pero la infantería alemana se agrupó en el camino que lleva a Fort Souville y fue bombardeada por la artillería francesa. Los sesenta artilleros franceses dispararon contra las tropas supervivientes, que emergieron del fuerte y tomaron posiciones en la superestructura. Treinta soldados del 140.º Regimiento de Infantería lograron llegar a la cima del fuerte el 12 de julio, desde donde los alemanes podían ver los tejados de Verdún y la aguja de la catedral. Después de un pequeño contraataque francés, los sobrevivientes se retiraron a sus líneas de salida o se rindieron. En la tarde del 11 de julio, Falkenhayn ordenó al Príncipe heredero Guillermo irse a la defensiva y el 15 de julio, los franceses llevaron a cabo un contraataque más grande que no ganó terreno; durante el resto del mes los franceses sólo hicieron pequeños ataques.

#### 1 de agosto – 17 de septiembre
El 1 de agosto, un ataque sorpresa alemán avanzó 800–900 m hacia Fort Souville, lo que provocó ataques franceses durante dos semanas, que solo pudieron recuperar una pequeña cantidad del terreno capturado. El 18 de agosto, Fleury fue recapturado y en septiembre, los contraataques franceses recuperaron gran parte del terreno perdido en julio y agosto. El 29 de agosto, Falkenhayn fue reemplazado como Jefe del Estado Mayor General por Paul von Hindenburg y el Primer Intendente General Erich Ludendorff. El 3 de septiembre, un ataque en ambos flancos en Fleury avanzó la línea francesa varios cientos de metros, contra los cuales fracasaron los contraataques alemanes del 4 al 5 de septiembre. Los franceses volvieron a atacar los días 9, 13 y del 15 al 17 de septiembre. Las pérdidas fueron leves, excepto en el túnel ferroviario de Tavannes, donde 474 soldados franceses murieron en un incendio que comenzó el 4 de septiembre.

#### 20 de octubre – 2 de noviembre

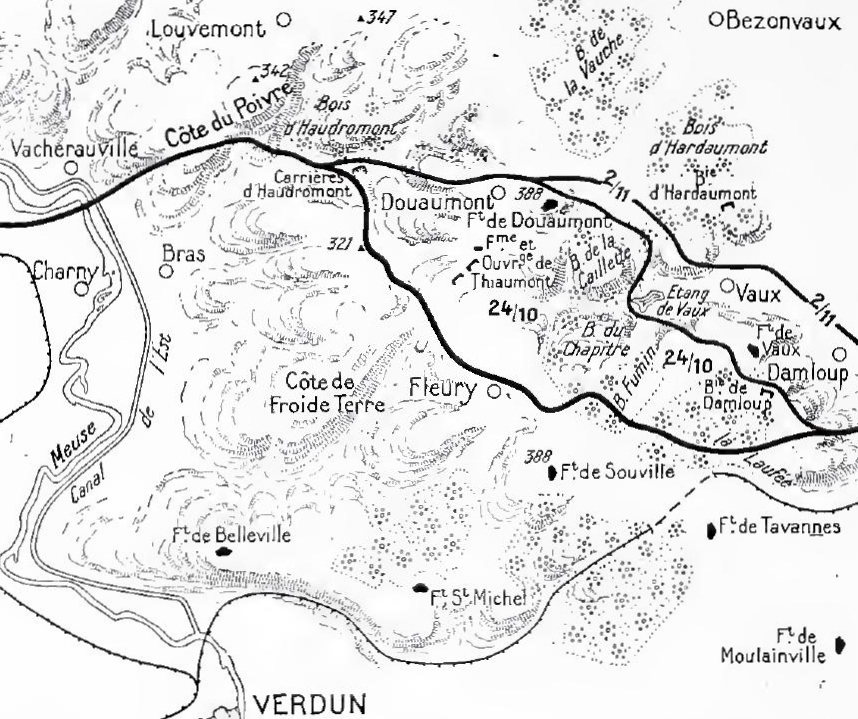
Contraofensiva francesa, 24 de octubre de 1916.

En octubre de 1916, los franceses comenzaron la Première Bataille Offensive de Verdun (Primera batalla ofensiva de Verdún), para recuperar Fort Douaumont, un avance de más de 2 km. Siete de las 22 divisiones en Verdún fueron reemplazadas por mediados de octubre y los pelotones de infantería franceses se reorganizaron para contener secciones de tiradores, granaderos y artilleros. En un bombardeo preliminar de seis días, la artillería francesa disparó 855 264 proyectiles, incluyendo más de medio millón de proyectiles de 75 mm, cien mil 155 mm de artillería media y trescientos setenta y tres 370 mm y 400 mm súper proyectiles pesados, de más de 700 cañones y obuses.
Dos cañones del ferrocarril francés Saint-Chamond, a 13 km al sudoeste de Baleycourt, dispararon los proyectiles superpesados de 400 mm, cada uno de los cuales pesaba 1 tonelada corta. Los franceses habían identificado cerca de 800 armas alemanas en la orilla derecha capaces de soportar las Divisiones de Reserva 34.ª, 54.ª, 9.ª y 33.ª, con las divisiones 10.ª y 5.ª en reserva. Al menos 20 de los proyectiles súper pesados impactaron en Fort Douaumont, el sexto que penetró en el nivel más bajo y explotó en un depósito pionero, lo que provocó un incendio de cerca de 7000 granadas de mano.

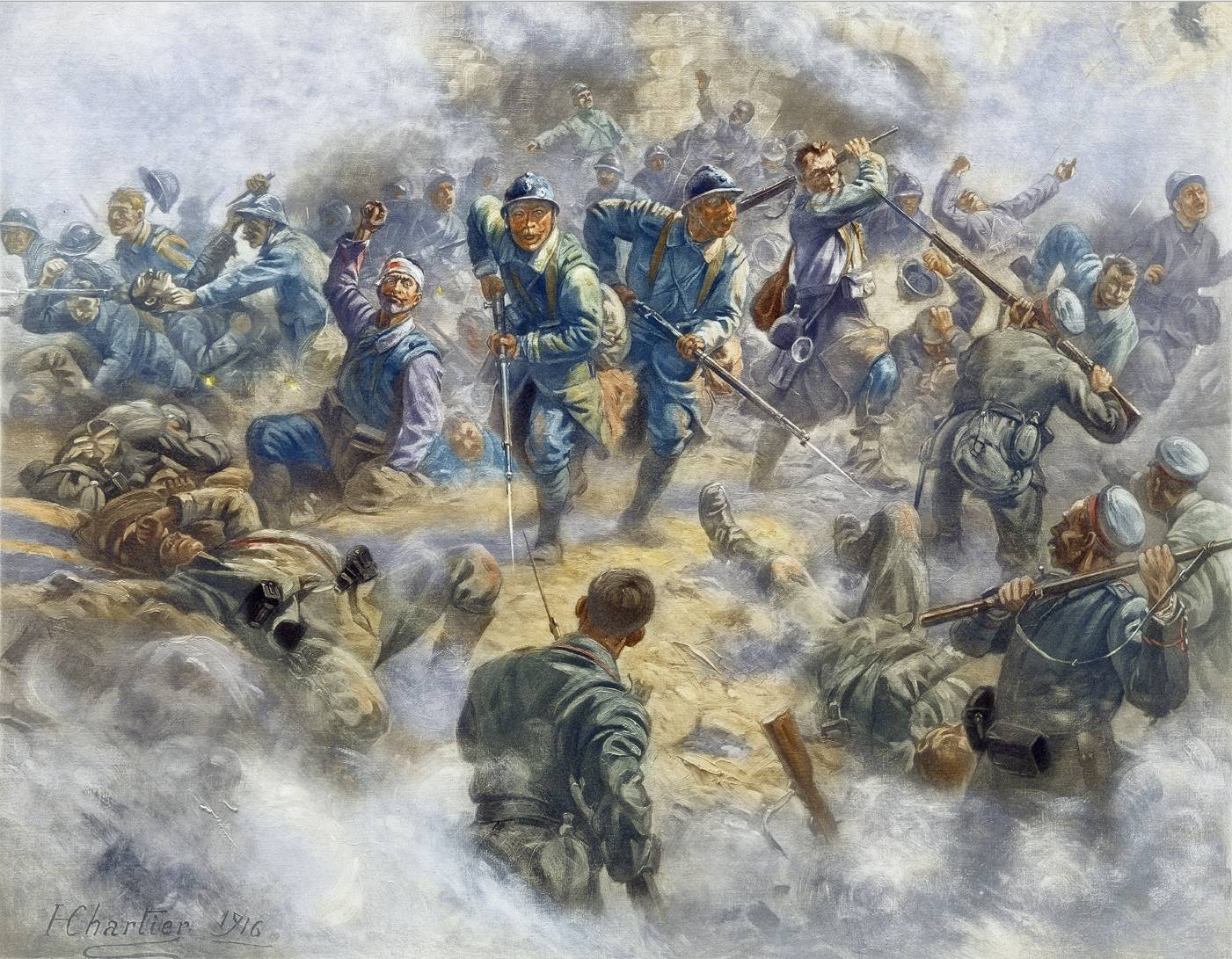
Infantería francesa recapturando Douaumont.

La 38.ª División (General Guyot de Salins), 13338.ª División (General Fenelon F.G. Passaga) y 7438.ª División (General Charles de Lardemelle) atacaron a las 11:40. La infantería avanzó 50 m detrás de una creciente presa de artillería de campo, moviéndose a una velocidad de 50 m en dos minutos, más allá de la cual una pesada artillería se movió en ascensores de 500–1.000 m, mientras la barrera de artillería de campo llegó a 150 m, para forzar la infantería alemana y los ametralladores se mantendrán a cubierto. Los alemanes habían evacuado parcialmente a Douaumont, que fue recuperada el 24 de octubre por infantes de marina franceses e infantería colonial; más de 6000 prisioneros y quince cañones fueron capturados hasta el 25 de octubre, pero un intento en Fort Vaux falló.
Se capturaron las canteras de Haudromont, Ouvrage de Thiaumont y Thiaumont Farm, el pueblo de Douaumont, el extremo norte de Caillette Wood, el estanque de Vaux, la franja oriental de Bois Fumin y la batería Damloup. La artillería francesa más pesada bombardeó el Fuerte Vaux durante la próxima semana y el 2 de noviembre, los alemanes evacuaron el fuerte, después de una gran explosión causada por un projectil de 220 mm. Los espías franceses escucharon un mensaje inalámbrico alemán que anunciaba la partida y una compañía de infantería francesa entró en el fuerte sin disparar un tiro; el 5 de noviembre, los franceses llegaron a la línea del frente del 24 de febrero y las operaciones ofensivas cesaron hasta diciembre.

#### 15–17 de diciembre de 1916

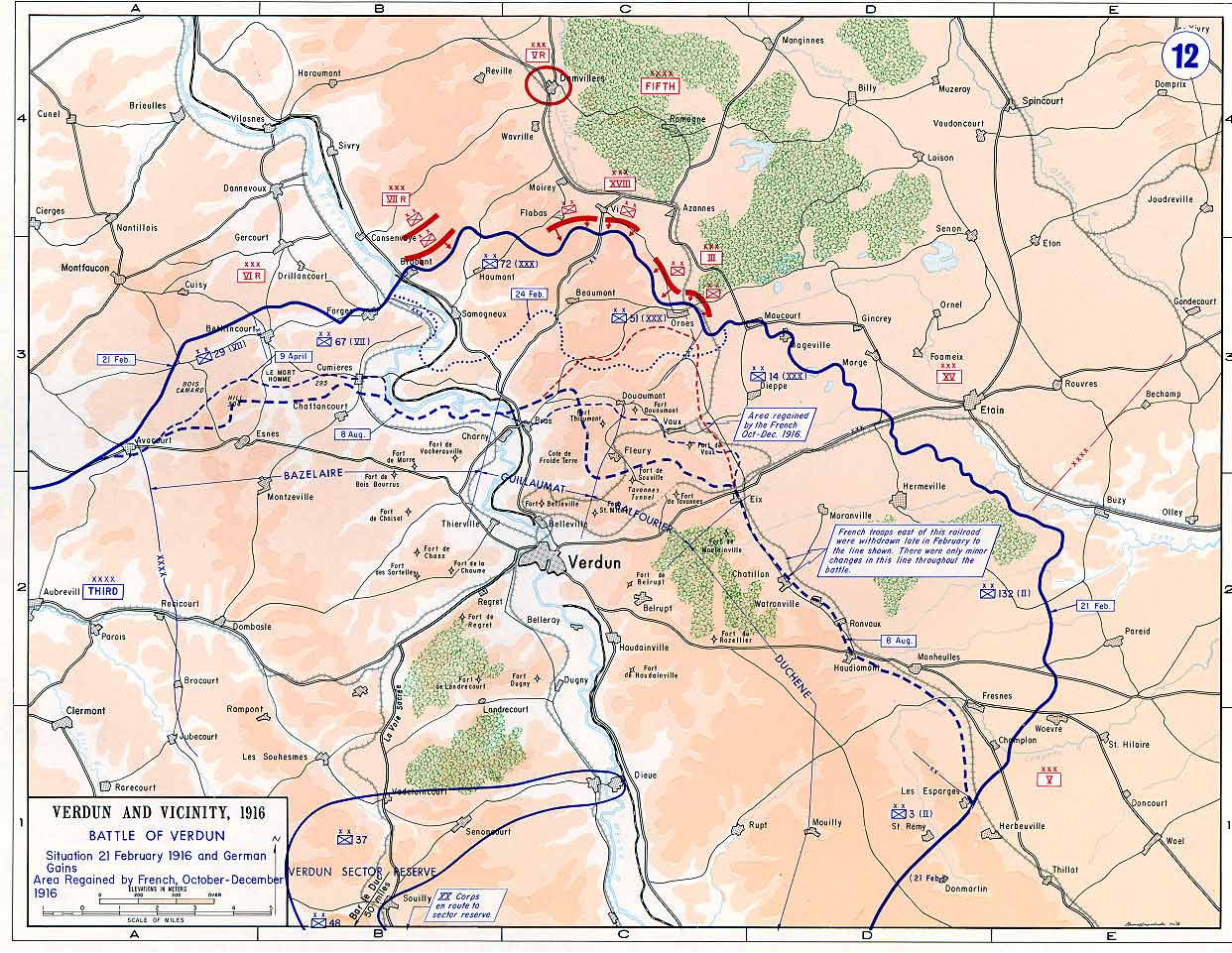
Mapa del frente occidental, con el saliente de Verdún que forma un paso entre el Argonne y el saliente de Saint-Mihiel.

La 2ième Bataille Offensive de Verdun (Segunda batalla ofensiva de Verdún) fue conducida por la 126.ª División (General Paul JH Muteau), 38.ª División (General Guyot de Salins), 37.ª División (General Noël Garnier-Duplessix) y la 133.ª División (General Fenelon FG Passaga), con cuatro más en reserva y 740 cañones pesados en apoyo. El ataque fue planeado por Pétain y Nivelle y comandado por Mangin. El ataque comenzó a las 10:00 del 15 de diciembre, después de un bombardeo de 1 169 000 proyectiles de seis días, disparado desde 827 cañones. El último bombardeo francés fue dirigido desde aviones de observación de artillería, cayendo en trincheras, entradas de refugios subterráneos y puestos de observación. Cinco divisiones alemanas apoyadas por 533 cañones ocuparon la posición defensiva, que tenía 2300 m de profundidad, con 2⁄3 de la infantería en la zona de batalla y el restante 1⁄3 en la reserva 10–16 km atrás.
Dos de las divisiones alemanas fueron inflexibles con alrededor de 3000 unidades de infantería, en lugar de su establecimiento normal de 7000. El avance francés fue precedido por una barrera de doble arrastre, con fuego de metralla de artillería de campo 64 m frente a la infantería y una barrera de alto explosivo 140 m adelante, que avanzó hacia un bombardeo de metralla en pie a lo largo de la segunda línea alemana, dispuesta para Cortar la retirada alemana y bloquear el avance de los refuerzos. La defensa alemana se derrumbó y se perdieron 13 500 hombres de los 21 000 en las cinco divisiones del frente, la mayoría quedaron atrapados mientras estaban ocultos y tomados prisioneros cuando llegó la infantería francesa.
Los franceses alcanzaron sus objetivos en Vacherauville y Louvemont, que se habían perdido en febrero, junto con Hardaumont y Côte du Poivre, a pesar de atacar con muy mal tiempo. Los batallones de reserva alemanes no alcanzaron el frente hasta la noche y dos divisiones de Eingreif, que habían sido ordenadas con anticipación la noche anterior, todavía estaban a 23 km al mediodía. Para la noche del 16 al 17 de diciembre, los franceses habían consolidado una nueva línea de Bezonvaux a Côte du Poivre, 2–3 km más allá de Douaumont y 1 km al norte de Fort Vaux, antes de que las reservas alemanas y las unidades de Eingreif pudieran contrarrestar el ataque. La torreta de 155 mm en Douaumont había sido reparada y disparada en apoyo del ataque francés. El punto alemán más cercano a Verdún había sido empujado 7,5 km hacia atrás y todos los puntos de observación dominantes habían sido recapturados. Los franceses tomaron 11 387 prisioneros y 115 cañones. Algunos oficiales alemanes se quejaron a Mangin por su falta de consuelo en el cautiverio y él respondió: «Lo lamentamos, caballeros, pero no esperábamos a tantos de ustedes». Lochow, el 5.º comandante del ejército y el general Hans von Zwehl, comandante del XIV Cuerpo de Reserva, fueron despedidos el 16 de diciembre.

## Consecuencias
Erich von Falkenhayn escribió en sus memorias que envió una apreciación de la situación estratégica al Kaiser en diciembre de 1915,

La cadena en Francia ha alcanzado el punto de ruptura. Un avance masivo, que en cualquier caso está fuera de nuestro alcance, es innecesario. Dentro de nuestro alcance hay objetivos para la retención de los cuales el Estado Mayor francés se vería obligado a incluir a cada hombre que tenga. Si lo hacen, las fuerzas de Francia se desangrarán hasta morir.
Falkenhayn

La estrategia alemana en 1916 consistía en infligir bajas masivas a los franceses, un objetivo logrado contra los rusos desde 1914 a 1915, para debilitar al ejército francés hasta el punto de colapso. El ejército francés tuvo que ser arrastrado a circunstancias de las que no podía escapar, por razones de estrategia y prestigio. Los alemanes planeaban usar un gran número de cañones pesados y súper pesados para infligir un mayor número de bajas que la artillería francesa, que dependía principalmente del cañón de campo de 75 mm. En 2007, Foley escribió que Falkenhayn pretendía una batalla de desgaste desde el principio, contrariamente a las opiniones de Krumeich, Förster y otros, pero la falta de documentos sobrevivientes había llevado a muchas interpretaciones de la estrategia de Falkenhayn. En ese momento, los críticos de Falkenhayn afirmaron que la batalla demostró que era indeciso y no era apto para el mando; en 1937, Förster había propuesto la opinión "con fuerza". En 1994, Afflerbach cuestionó la autenticidad de este "Memorando de Navidad" en su biografía de Falkenhayn; después de estudiar la evidencia que había sobrevivido en los archivos de Kriegsgeschichtliche Forschungsanstalt des Heeres (Instituto de Investigación de Historia Militar del Ejército), concluyó que el memorando se había escrito después de la guerra, pero que era un reflejo exacto de gran parte del pensamiento de Falkenhayn en 1916.

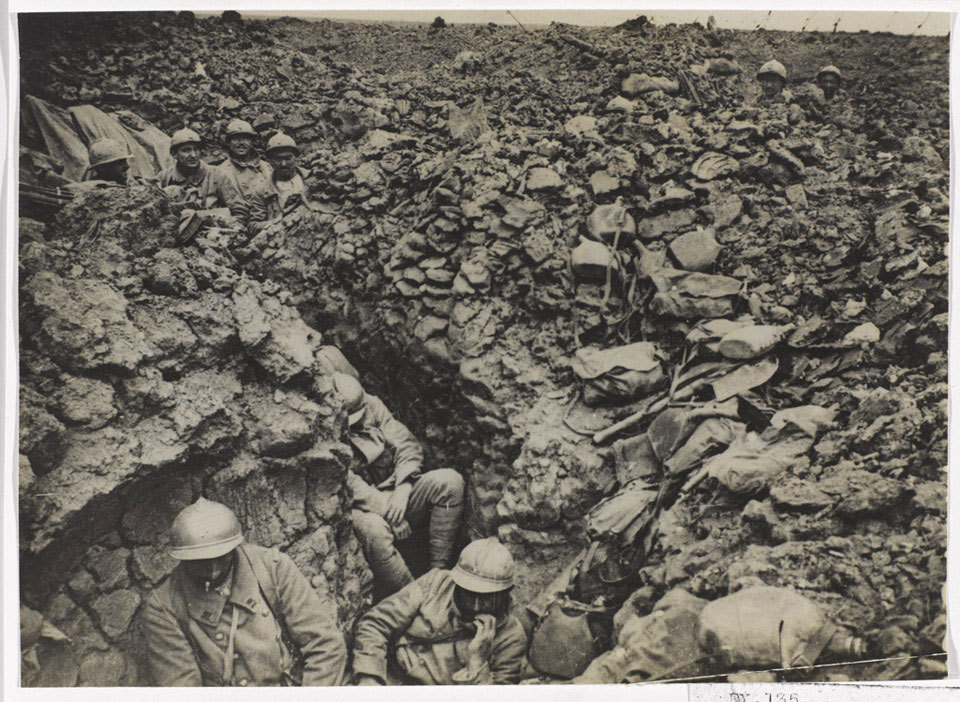
Soldados franceses en una trinchera de Verdún.

Krumeich escribió que el Memorando de Navidad había sido fabricado para justificar una estrategia fallida y que el desgaste había sido sustituido por la captura de Verdún, solo después de que la ciudad no fuera tomada rápidamente. Foley escribió que después del fracaso de la Ofensiva de Ypres de 1914, Falkenhayn había regresado al pensamiento estratégico de preguerra de Helmuth von Moltke y Hans Delbrück en Ermattungsstrategie (estrategia de desgaste), porque la coalición que luchaba contra Alemania era demasiado poderosa para ser derrotada decisivamente por medios militares La estrategia alemana debería apuntar a dividir a los aliados, forzando al menos a uno de los poderes de la Entente a una paz negociada. Un intento de desgaste se encontraba detrás de la ofensiva contra Rusia en 1915, pero los rusos se habían negado a aceptar a los pacificadores alemanes, a pesar de las enormes derrotas infligidas por los austro-alemanes ese verano.
Con fuerzas insuficientes para atravesar el frente occidental y superar las reservas de la Entente detrás de él, Falkenhayn intentó forzar a los franceses a atacar, amenazando un punto sensible cerca de la línea del frente. Falkenhayn eligió a Verdún como el lugar para obligar a los franceses a comenzar una contraofensiva, que sería derrotada con enormes pérdidas para los franceses, infligida por la artillería alemana en las alturas dominantes de la ciudad. El 5.º Ejército comenzaría una gran ofensiva con objetivos limitados, para apoderarse de las colinas de Meuse en la orilla derecha del río, desde la cual la artillería alemana podría dominar el campo de batalla. Al ser forzado a una contraofensiva contra posiciones tan formidables, el ejército francés se "desangraría en blanco". A medida que los franceses se debilitaban, los británicos se verían obligados a lanzar una ofensiva de alivio apresurado, lo que sería otra derrota costosa. Si tales derrotas no fueran suficientes para forzar las negociaciones sobre los franceses, una ofensiva alemana barrería los restos de los ejércitos franco-británicos y rompería la Entente "de una vez por todas".
En una instrucción revisada al ejército francés de enero de 1916, el Estado Mayor General había declarado que el equipo no podía ser combatido por hombres. La potencia de fuego podría conservar la infantería, pero una batalla de material prolongó la guerra y consumió las tropas que se habían conservado en batallas anteriores. En 1915 y principios de 1916, la industria alemana quintuplicó la producción de artillería pesada y duplicó la producción de artillería superpesada. La producción francesa también se había recuperado desde 1914 y, en febrero de 1916, el ejército tenía 3500 armas pesadas. En mayo de 1916, Joffre implementó un plan para emitir cada división con dos grupos de cañones de 155 mm y cada cuerpo con cuatro grupos de cañones de largo alcance. Ambas partes en Verdún tenían los medios para disparar enormes cantidades de proyectiles pesados para suprimir las defensas contrarias antes de arriesgarse a que la infantería se moviera al aire libre. A finales de mayo, los alemanes tenían 1730 cañones pesados en Verdún contra 548 franceses, que eran suficientes para contener a los alemanes pero no lo suficiente para una contraofensiva.
La infantería alemana descubrió que era más fácil para los franceses soportar los bombardeos preparatorios porque las posiciones francesas tendían a ser dominantes, no siempre visibles y escasamente ocupadas. Tan pronto como la infantería alemana atacó, las posiciones francesas se abrieron con ametralladoras y un rápido fuego de artillería de campo. El 22 de abril, los alemanes sufrieron mil bajas y, a mediados de abril, los franceses dispararon 26 000 proyectiles de artillería de campaña durante un ataque al sureste de Fort Douaumont. Pocos días después de asumir el control en Verdún, Pétain ordenó al comandante aéreo, el comandante Charles Tricornot de Rose, que barriera los aviones de combate alemanes y proporcionara observación a la artillería francesa. La superioridad aérea alemana se invirtió al concentrar a los combatientes franceses Escadrilles en lugar de distribuirlos poco a poco en el frente, donde no pudieron responder rápidamente a las grandes formaciones alemanas. Las escadrillas de caza luego expulsaron a los Fokker Eindeckers alemanes y al avión de reconocimiento y artillería biplaza que protegían.
La lucha en Verdún fue menos costosa para ambos lados que la guerra de movimientos en 1914, que costó a los franceses cerca de 850 000 y los alemanes 670 000 hombres de agosto a diciembre. El 5.º Ejército tuvo una tasa de pérdida más baja que los ejércitos en el Frente del Este en 1915 y el francés tuvo una tasa de pérdida promedio más baja en Verdún que la tasa durante tres semanas durante la Segunda Batalla de Champagne (septiembre-octubre de 1915), que no se libraron como batallas de desgaste. Las tasas de pérdida alemanas aumentaron en relación con las tasas francesas de 1:2.2 a principios de 1915 a cerca de 1:1 al final de la batalla y la paridad general continuó durante la Ofensiva de Nivelle en 1917. El costo principal de las tácticas de desgaste fue la indecisión, debido a la limitación. Los ataques objetivos bajo un paraguas de fuego de artillería pesada masiva podrían tener éxito, pero crearon batallas de duración ilimitada. Pétain utilizó un sistema noria (o rotación) para relevar a las tropas francesas en Verdún después de un corto período, lo que llevó a la mayor parte del ejército francés al frente de Verdún, pero por períodos más cortos que las tropas alemanas. La voluntad francesa de resistir no colapsó; la importancia simbólica de Verdún resultó ser un punto de reunión. Falkenhayn se vio obligado a conducir la ofensiva durante mucho más tiempo y cometer mucho más infantería de la que se pretendía. A fines de abril, la mayor parte de la reserva estratégica alemana estaba en Verdún, sufriendo bajas similares al ejército francés.
Los alemanes creían que estaban causando pérdidas a una tasa de 5:2; la inteligencia militar alemana pensó que el francés había sufrido 100 000 bajas hasta el 11 de marzo y Falkenhayn confiaba en que la artillería alemana podría infligir fácilmente otras 100 000 pérdidas. En mayo, Falkenhayn estimó que los franceses habían perdido 525 000 hombres contra 250 000 bajas alemanas y que la reserva estratégica francesa se había reducido a 300 000 soldados. Las pérdidas francesas reales fueron de 130 000 al 1 de mayo y el sistema de noria había permitido retirar y descansar 42 divisiones una vez que sus víctimas alcanzaron el 50 por ciento. De los 330 batallones de infantería del ejército metropolitano francés, 259 (78 por ciento) fueron a Verdún, contra 48 divisiones alemanas, 25 por ciento del Westheer (ejército occidental). Afflerbach escribió que 85 divisiones francesas pelearon en Verdún y que de febrero a agosto, la proporción de pérdidas entre Alemania y Francia fue de 1:1.1, no la tercera de las pérdidas francesas asumidas por Falkenhayn. Para el 31 de agosto, el 5.º Ejército ha sufrido 281 000 bajas contra bajas francesas de 315 000 hombres.
En junio de 1916, la cantidad de artillería francesa en Verdún se había incrementado a 2708 cañones, incluyendo 1138 cañones de campo de setenta y cinco mm; los ejércitos francés y alemán dispararon alrededor de 10 millones de proyectiles, con un peso de 1,3 millones de toneladas largas de febrero a diciembre. La ofensiva alemana había sido contenida por los refuerzos franceses, las dificultades del terreno y el clima para mayo, con la 5.ª infantería del Ejército atrapada en posiciones tácticamente peligrosas, ignorada por los franceses en la orilla este y en la orilla oeste, en lugar de estar segura en las alturas del Meuse. El desgaste de las fuerzas francesas fue infligido por constantes ataques de infantería, que eran mucho más costosos que esperar los contraataques franceses y derrotarlos con artillería. El estancamiento fue roto por la Ofensiva de Brusilov y la ofensiva de socorro anglo-francesa en el Somme, que se esperaba que condujera al colapso de los ejércitos anglo-franceses. Falkenhayn había comenzado a eliminar las divisiones de los ejércitos en el frente occidental en junio para reconstruir la reserva estratégica, pero solo se podían salvar doce divisiones. Se enviaron cuatro divisiones al 2.º Ejército en el Somme, que había construido tres posiciones defensivas, según la experiencia del Herbstschlacht. Falkenhayn consideró que la situación antes del comienzo de la batalla en el Somme era mejor que antes de las ofensivas anteriores y se anticipó una derrota relativamente fácil de la ofensiva británica. No se movieron divisiones del 6.º Ejército, que tenía 17 1⁄2 divisiones y una gran cantidad de artillería pesada, listo para una contraofensiva cuando la ofensiva británica había sido derrotada.
La fuerza de la ofensiva anglo-francesa sorprendió a Falkenhayn y al personal del Oberste Heeresleitung, a pesar de las pérdidas infligidas a los británicos. La pérdida de artillería por el "abrumador" fuego de contrabatería anglo-francés y la política de contraataque instantáneo contra cualquier avance anglo-francés, causaron muchas más bajas de infantería alemana que en el punto máximo de los combates en Verdun, donde hubo 25 989 bajas había sido sufrido en los primeros diez días, contra 40 187 derrotas en el Somme. La Ofensiva Brusilov había recomenzado después de una pausa para traer suministros, lo que causó más pérdidas en las tropas austrohúngaras y alemanas durante junio y julio, cuando la ofensiva se extendió hacia el norte. Falkenhayn fue llamado para justificar su estrategia ante el Kaiser el 8 de julio y nuevamente abogó por enviar refuerzos mínimos hacia el este y continuar la batalla "decisiva" en Francia, donde la ofensiva de Somme fue el "último lanzamiento de los dados" para la Entente. Falkenhayn ya había abandonado el plan de una contraofensiva cerca de Arrás, para reforzar el frente ruso y el 2.º Ejército, con dieciocho divisiones movidas desde la reserva y el 6.º Ejército. A fines de agosto solo quedaba una división en reserva. Se ordenó al 5.º Ejército que limitara sus ataques en Verdún en junio, pero en julio se hizo un esfuerzo final para capturar el Fuerte Souville. El esfuerzo fracasó y, el 12 de julio, Falkenhayn ordenó una estricta política defensiva, permitiendo solo pequeños ataques locales, para tratar de limitar el número de tropas que los franceses podían transferir a Somme desde la Région Fortifiée de Verdun.
Falkenhayn había subestimado a los franceses, para quienes la victoria a toda costa era la única forma de justificar los sacrificios ya hechos; la presión impuesta al ejército francés nunca llegó a hacer que el colapso francés se desencadenara y provocó una ofensiva prematura del alivio británico. La capacidad del ejército alemán para infligir pérdidas desproporcionadas también se había sobrestimado, en parte porque los comandantes del 5.º Ejército habían intentado capturar a Verdún y habían atacado independientemente de la pérdida; incluso cuando se reconciliaron con la estrategia de desgaste de Falkenhayn, continuaron con Vernichtungsstrategie (estrategia de aniquilación) y las tácticas de Bewegungskrieg (guerra de maniobra). El hecho de no alcanzar las colinas del Meuse obligó al 5.º Ejército a intentar avanzar desde posiciones tácticas deficientes e imponer el desgaste mediante ataques de infantería y contraataques. La duración imprevista de la ofensiva convirtió a Verdún en una cuestión de prestigio para los alemanes, tanto como lo fue para los franceses, y Falkenhayn se volvió dependiente de una ofensiva británica de socorro y de una contraofensiva alemana contra ella para acabar con el estancamiento. Cuando llegó, el colapso del frente sur en Rusia y el poder del ataque anglo-francés en el Somme redujeron a los ejércitos alemanes para mantener sus posiciones lo mejor que pudieron. El 29 de agosto, Falkenhayn fue despedido y reemplazado por Hindenburg y Ludendorff, quienes pusieron fin a la ofensiva alemana en Verdún el 2 de septiembre.

### Bajas
En 1980, John Terraine dio la cifra aproximada de 750 000 bajas franco-alemanas en 299 días de batalla; Dupuy y Dupuy dieron 542 000 bajas francesas en 1993. Heer y Naumann calcularon 377 231 bajas francesas y 337 000 alemanas, un promedio mensual de 70 000 bajas en 2000. Mason escribió en 2000 que había habido 378 000 bajas francesas y 337 000 alemanas. En 2003, Clayton citó 330 000 bajas alemanas, de las cuales 143 000 fueron asesinadas o desaparecidas y 351 000 pérdidas francesas, 56 000 asesinados, 100 000 desaparecidos o prisioneros y 195 000 heridos. Escribiendo en 2005, Doughty dio bajas francesas en Verdun, del 21 de febrero al 20 de diciembre de 1916 como 377 231 hombres de 579 798 pérdidas en Verdun y Somme; se sabe que el 16 por ciento de las víctimas de Verdun fueron asesinadas, 56 por ciento heridas y 28 por ciento desaparecidas, muchas de las cuales eventualmente se presumieron muertas. Doughty escribió que otros historiadores habían seguido a Churchill (1927), que dio una cifra de 442 000 bajas al incluir por error todas las pérdidas francesas en el Frente Occidental (en 2014, Philpott registró 377 000 bajas francesas, de las cuales 162 000 hombres fueron asesinados, las bajas alemanas fueron 337 000 hombres y una estimación reciente de bajas en Verdun de 1914 a 1918 fue de 1,25 millones de hombres).
En la segunda edición de La crisis mundial (1938), Winston Churchill escribió que la cifra de 442 000 era para otros rangos y la cifra de "probablemente" 460 000 bajas incluía oficiales. Churchill dio una cifra de 278 000 bajas alemanas de las cuales 72 000 fueron asesinadas y expresó consternación porque las bajas francesas habían excedido a las alemanas en aproximadamente 3:2. Churchill también afirmó que era necesario deducir un octavo de sus cifras para que ambas partes contabilizaran las bajas en otros sectores, dando 403 000 bajas francesas y 244 000 alemanas. Grant dio una cifra de 434 000 bajas alemanas en 2005. En 2005, Foley usó los cálculos realizados por Wendt en 1931 para dar bajas alemanas en Verdun del 21 de febrero al 31 de agosto de 1916 como 281 000, contra 315 000 bajas francesas. Afflerbach usó la misma fuente en 2000 para dar 336 000 bajas alemanas y 365 000 francesas en Verdun, de febrero a diciembre de 1916.
En 2013, Jankowski escribió que desde el comienzo de la guerra, las unidades del ejército francés habían producido états numériques des pertes cada cinco días para la Oficina de Personal del Estado Mayor. El servicio de salud del Ministerio de Guerra recibió recuentos diarios de heridos atendidos por hospitales y otros servicios, pero los datos de víctimas se dispersaron entre los depósitos del regimiento, Estado Mayor, el Estado Civil, que registró muertes, el Servicio de Santé, que contó lesiones y enfermedades y Renseignements aux Familles, que se comunicó con sus familiares. Se ordenó a los depósitos del regimiento que mantuvieran fichas de posición para registrar las pérdidas continuamente y Première Bureau del Estado Mayor comenzó a comparar los informes de campo de cinco días con los registros de ingresos hospitalarios. El nuevo sistema se usó para calcular las pérdidas desde agosto de 1914, lo que llevó varios meses, pero el sistema se estableció en febrero de 1916. Los estados numéricos de las cuentas se usaron para calcular las cifras de víctimas publicadas en el Journal Officiel, la Historia Oficial Francesa y otras publicaciones.
Los ejércitos alemanes compilaron Verlustlisten cada diez días, que fueron publicados por el Reichsarchiv en el Deutsches Jahrbuch de 1924-1925. Las unidades médicas alemanas mantuvieron registros detallados del tratamiento médico en el frente y en el hospital y en 1923 el Zentral Nachweiseamt publicó una edición enmendada de las listas producidas durante la guerra, incorporando datos de servicios médicos que no estaban en el Verlustlisten. Las cifras mensuales de militares heridos y enfermos que fueron atendidos se publicaron en 1934 en el Sanitätsbericht. Usar tales fuentes para comparar pérdidas durante una batalla es difícil, porque la información registró pérdidas a lo largo del tiempo, en vez del lugar. Las pérdidas calculadas para batallas particulares podrían ser inconsistentes, como en Statistics of the Military Effort of the British Empire during the Great War 1914–1920 (1922). A principios de la década de 1920, Louis Marin informó a la Cámara de Diputados, pero no pudo dar cifras por batalla, excepto algunas mediante el uso de informes numéricos de los ejércitos, que no eran confiables a menos que se reconciliaran con el sistema establecido en 1916.
Algunos datos franceses excluyeron a los heridos leves, pero otros no. En abril de 1917, el Estado Mayor francés exigió que las états numériques des pertes discriminaran entre los heridos leves, los tratados en el frente durante un período de 20 a 30 días y los heridos graves evacuados a los hospitales. La incertidumbre sobre los criterios no se había resuelto antes de que terminara la guerra, Verlustlisten excluyó a los heridos leves y los registros de Zentral Nachweiseamt los incluyeron. Churchill revisó las estadísticas alemanas, al agregar un 2 por ciento para los heridos no registrados en La crisis mundial, escrito en la década de 1920 y el historiador oficial británico agregó un 30 por ciento. Para la Batalla de Verdun, el Sanitätsbericht contenía datos incompletos para el área de Verdun, no definió "heridos" y los informes de campo del 5.º Ejército los excluyen. El Informe Marín y el Servicio de Santé cubrieron diferentes períodos, pero incluyeron heridos leves. Churchill utilizó una cifra del Reichsarchiv de 428 000 bajas y tomó una cifra de 532 500 bajas del Informe Marin, de marzo a junio y de noviembre a diciembre de 1916, para todo el Frente Occidental.
Las états numériques des pertes dan pérdidas francesas en un rango de 348 000 a 378 000 y en 1930, Wendt registró bajas en el Segundo Ejército francés y el 5.º Ejército alemán de 362 000 y 336 831 respectivamente, del 21 de febrero al 20 de diciembre, sin tener en cuenta la inclusión o exclusión de heridos leves. En 2006, McRandle y Quirk utilizaron el Sanitätsbericht para ajustar Verlustlisten con un aumento de alrededor del 11 por ciento, que dio un total de 373 882 bajas alemanas, en comparación con el registro de la historia oficial francesa al 20 de diciembre de 1916, de 373 231 pérdidas francesas. Un registro alemán del Sanitätsbericht, que excluyó explícitamente a los heridos leves, comparó las pérdidas alemanas en Verdun en 1916, que promediaron 37.7 bajas por cada 1000 hombres, con el promedio del 9.º Ejército en Polonia 1914 de 48.1 por 1000, el promedio del 11.º Ejército en Galicia 1915 de 52.4 por 1000 hombres, el 1er Ejército Somme 1916 promedio de 54.7 por 1000 y el 2.º Ejército promedio en Somme de 39.1 por 1000 hombres. Jankowski estimó una cifra equivalente para el Segundo Ejército francés de 40.9 hombres por cada 1000, incluidos heridos leves. Con un ajuste del 11 por ciento a la cifra alemana de 37.7 por 1000 para incluir heridos leves, siguiendo los puntos de vista de McRandle y Quirk, la tasa de pérdida es análoga a la estimación de bajas francesas.

### Moral

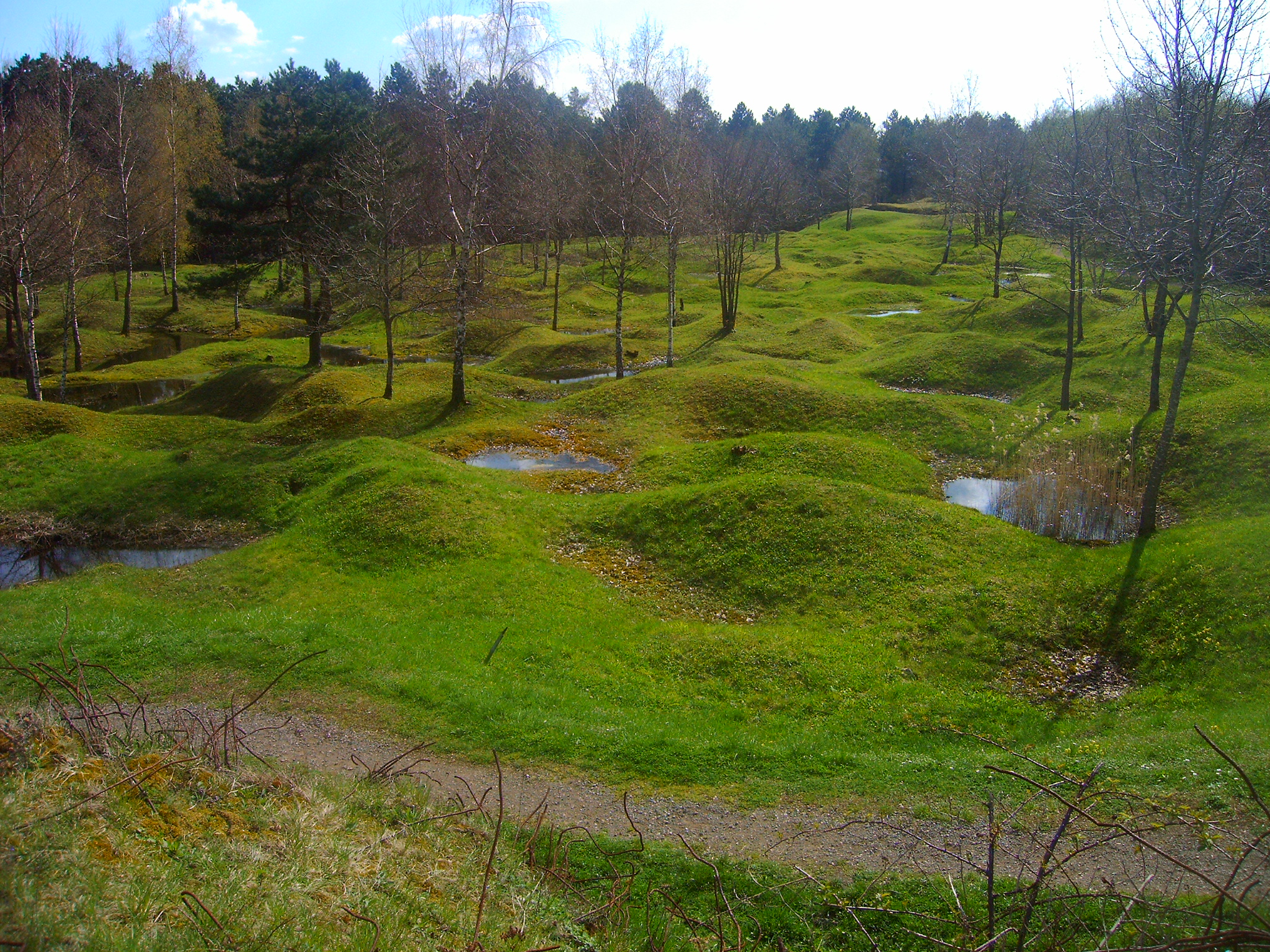
Campo de batalla de Verdún en 2005.

La concentración de tantos combates en un área tan pequeña devastó la tierra, lo que se tradujo en condiciones miserables para las tropas de ambos bandos. La lluvia, combinada con el constante desgarro del suelo, convirtió el suelo arcilloso en un páramo de lodo lleno de escombros y restos humanos. Los cráteres de los proyectiles se llenaban de agua, y los soldados se arriesgaban a ahogarse en ellos. El fuego constante de artillería redujo los bosques a pilas de madera enmarañadas y acabó por destruirlos. La batalla tuvo efectos profundos en muchos soldados, y eran habituales los relatos de hombres sufriendo ataques de locura y de neurosis de guerra. Algunos soldados franceses intentaron desertar a España; si los capturaban, se enfrentaban a una corte marcial y a su ejecución. El 20 de marzo, los desertores franceses revelaron detalles de las defensas francesas a los alemanes, que pudieron rodear a 2000 hombres y obligarlos a rendirse.
Un teniente francés en Verdun, que sería asesinado por un proyectil, escribió en su diario el 23 de mayo de 1916: "La humanidad está loca. Debe estar loca por hacer lo que está haciendo. ¡Qué masacre! ¡Qué escenas de horror y carnicería! No puedo encontrar palabras para traducir mis impresiones. El infierno no puede ser tan terrible. ¡Los hombres están locos!". El descontento comenzó a extenderse entre las tropas francesas en Verdún durante el verano de 1916. Tras la promoción del general Pétain del Segundo Ejército el 1 de junio y su reemplazo por el general Nivelle, cinco regimientos de infantería se vieron afectados por episodios de "indisciplina colectiva". Dos tenientes franceses, Henri Herduin y Pierre Millant, fueron fusilados sumariamente el 11 de junio; Nivelle luego publicó una Orden del día que prohibía a las tropas francesas rendirse. En 1926, después de una investigación sobre la cause célèbre, Herduin y Millant fueron exonerados y sus registros militares fueron eliminados.

### Operaciones posteriores

#### 20–26 de agosto de 1917
Se planeó un ataque en frentes de 9 km a ambos lados del Mosa, los cuerpos XIII y XVI atacarían en la orilla izquierda con dos divisiones cada una y dos en reserva. Côte 304, Mort-Homme y Côte de l'Oie debían ser capturados con un avance de 3 km y en la orilla derecha, los cuerpos XV y XXXII debían avanzar una distancia similar para capturar Côte de Talou, las colinas 344, 326 y el Bois de Caurières. Se reconstruyeron unos 34 km de carretera de 6 m de ancho y se pavimentó para el suministro de municiones a cada cuerpo, junto con una rama del ferrocarril ligero de 60 cm. La artillería francesa preparó el ataque con 1280 cañones de campo, 1520 cañones pesados y obuses y 80 cañones y obuses superpesados. El Aéronautique Militaire llenó 16 escaramuzas de combate en el área para escoltar aviones de reconocimiento y proteger globos de observación. El 5.º Ejército había pasado el año anterior mejorando sus defensas en Verdun, incluida la excavación de túneles que unían Mort-Homme con la retaguardia, para transportar suministros e infantería para moverse con impunidad. En la orilla derecha, los alemanes habían desarrollado cuatro posiciones defensivas, la última en el frente francés a principios de 1916.
Los franceses no tenían posibilidad de sorpresa estratégica; los alemanes tenían 380 baterías de artillería en el área, bombardearon frecuentemente las posiciones francesas con el nuevo gas mostaza e hicieron varios ataques perjudiciales para interrumpir los preparativos franceses. Los contraataques se hicieron para recuperar el terreno perdido, pero Fayolle finalmente limitó las respuestas a terreno importante solamente, el resto se retomará durante el ataque principal. El bombardeo preliminar francés comenzó el 11 de agosto y, después de dos días, comenzó el bombardeo destructivo, pero los retrasos climáticos llevaron al aplazamiento del ataque de infantería hasta el 20 de agosto. La asamblea de la 25.ª, 16.ª División Marroquí y la 31.ª división fue obstruida por los bombardeos de gas alemanes, pero su ataque capturó a todos menos a la colina 304, que fue rodeada y capturada el 24 de agosto. En la orilla derecha, el XV Cuerpo tuvo que cruzar la Côte de Talou en medio de la tierra de nadie, que tenía 3 km de ancho en este punto. Las divisiones atacantes alcanzaron sus objetivos, excepto una trinchera entre las colinas 344, 326 y Samogneux, que fue tomada el 23 de agosto. El XXXII Cuerpo alcanzó sus objetivos en un avance costoso, pero las tropas se encontraron demasiado cerca de las trincheras alemanas y bajo las armas en terreno elevado entre Bezonvaux y Ornes. Los franceses tomaron 11 000 prisioneros por la pérdida de 14 000 hombres, 4470 fueron asesinados o desaparecidos.

#### 7-8 de septiembre
Después del éxito del ataque en agosto, a Guillaumat se le ordenó planear una operación para capturar varias trincheras y una ofensiva más ambiciosa en la orilla este para tomar el último terreno desde el cual los observadores de artillería alemanes pudieran ver a Verdun. Pétain cuestionó a Guillaumat y Fayolle, quienes criticaron la selección de objetivos en la orilla derecha y argumentaron que los franceses no podían permanecer en sus posiciones actuales, sino que debían continuar o retroceder. Los alemanes contraatacaron varias veces en septiembre desde un terreno más alto y mantener el terreno capturado en agosto resultó más costoso para los franceses que tomarlo. Fayolle abogó por un avance limitado para dificultar los contraataques alemanes, mejorar las condiciones en la primera línea y engañar a los alemanes sobre las intenciones francesas. XV Corps atacó el 7 de septiembre que falló y XXXII Corps al día siguiente fue un éxito costoso. El ataque continuó y se tomaron las trincheras necesarias para una posición defensiva segura, pero no el último punto de observación alemán. Otros intentos de avanzar se encontraron con fuego de artillería masivo y contraataques; los comandantes franceses pusieron fin a la operación. El 25 de noviembre, después de un bombardeo de huracanes de cinco horas, las divisiones 128 y 37, apoyadas por artillería de campo 18, 24 grupos de artillería pesada y 9 de trinchera, llevaron a cabo una redada en un clima terrible. La operación en un frente de 4 km alcanzó una línea de pastilleros que fueron demolidos y luego la infantería se retiró a sus propias posiciones.

#### Ofensiva de Meuse-Argonne
El Cuarto Ejército francés y el Primer Ejército estadounidense atacaron en un frente de Moronvilliers al Mosa el 26 de septiembre de 1918 a las 5:30 a.m., después de un bombardeo de tres horas. Las tropas estadounidenses capturaron rápidamente a Malancourt, Bethincourt y Forges en la orilla izquierda del río Mosa y al mediodía los estadounidenses habían llegado a Gercourt, Cuisy, la parte sur de Montfaucon y Cheppy. Las tropas alemanas pudieron rechazar los ataques estadounidenses contra la cresta de Montfaucon, hasta que se flanqueó hacia el sur y Montfaucon fue rodeado. Los contraataques alemanes del 27 al 28 de septiembre ralentizaron el avance estadounidense, pero Ivoiry y Epinon-Tille fueron capturados, luego Montfaucon con 8000 prisioneros y 100 armas. En la orilla derecha del Mosa, una fuerza francoamericana combinada bajo el mando estadounidense, tomó Brabante, Haumont, Bois d'Haumont y Bois des Caures y luego cruzó la línea del frente en febrero de 1916. En noviembre se habían tomado cerca de 20 000 prisioneros, 150 pistolas y 1000 morteros de trinchera y varios miles de ametralladoras. El retiro alemán comenzó y continuó hasta el armisticio.

### Enciclopedias
- Dupuy, E. R.; Dupuy, T. N. (1993). The Harper's Encyclopaedia of Military History: From 3500 BC to the Present (4th edición). New York: Harper Reference. ISBN 978-0-06-270056-8.

### Publicaciones
- Barcellini, S. (1996). «Memoire et Memoires de Verdun 1916–1996» [Memory and Memoirs of Verdun 1916–1996]. Guerres Mondiales et Conflits Contemporains (París: Presses universitaires de France) 46 (182). ISSN 0984-2292. JSTOR 25732329.
- Foerster, W. (1937). «Falkenhayns Plan für 1916 ein Beitrag zur Frage: Wie gelangt man aus dem Stellungskrieg zu Entscheidungsuchender Operation?» [Falkenhayn's plan for 1916: A Contribution to the Question: How to get out of Trench Warfare and Attain a Decisive Decision?]. Militärwissenschaftliche Rundschau (en alemán) (2 part 3 edición) (Berlin: Mittler). ISSN 0935-3623.
- Krumeich, G. (1996). «"Saigner la France"? Mythes et Realite de la Strategie Allemande de la Bataille de Verdun» ["Bleed France"? Myths and Reality of the German Strategy of the Battle of Verdun]. Guerres Mondiales et Conflits Contemporains (en francés) (París: Presses universitaires de France) 46 (182). ISSN 0984-2292. JSTOR 25732324.